# Formiga
As formigas são insetos eussociais da família Formicidae e, junto às vespas e abelhas relacionadas, pertencem à ordem Hymenoptera. As formigas evoluíram de ancestrais das vespas vespóides no período Cretáceo. Mais de 13 800 de um total estimado de 22 mil espécies foram classificadas. Eles são facilmente identificados por suas antenas geniculadas (cotoveladas) e pela distinta estrutura em forma de nó que forma suas cinturas delgadas.
As formigas formam colônias que variam em tamanho, desde algumas dezenas de indivíduos predadores que vivem em pequenas cavidades naturais até colônias altamente organizadas que podem ocupar grandes territórios e consistir em milhões de indivíduos. Colônias maiores consistem em várias castas de fêmeas estéreis e sem asas, a maioria das quais são operárias (ergates), bem como soldados (dinergates) e outros grupos especializados. Quase todas as colônias de formigas também têm alguns machos férteis chamados “drones” e uma ou mais fêmeas férteis chamadas “rainhas” (gynes). As colônias são descritas como superorganismos porque as formigas parecem operar como uma entidade unificada, trabalhando coletivamente em conjunto para apoiar a colônia.
As formigas colonizaram quase todas as massas de terra do Planeta Terra. Os únicos lugares onde faltam formigas indígenas são a Antártida e algumas ilhas remotas ou inóspitas. As formigas prosperam em ecossistemas tropicais úmidos e podem exceder a biomassa combinada de aves e mamíferos selvagens. O seu sucesso em tantos ambientes tem sido atribuído à sua organização social e à sua capacidade de modificar habitats, explorar recursos e defender-se. Sua longa coevolução com outras espécies levou a relações miméticas, comensais, parasitárias e mutualísticas.
As sociedades de formigas têm divisão de trabalho, comunicação entre indivíduos e capacidade de resolver problemas complexos. Esses paralelos com as sociedades humanas têm sido uma inspiração e objeto de estudo. Muitas culturas humanas fazem uso de formigas na culinária, na medicação e nos ritos. Algumas espécies são valorizadas por seu papel como agentes biológicos de controle de pragas. No entanto, a sua capacidade de explorar recursos pode colocar as formigas em conflito com os humanos, uma vez que podem danificar colheitas e invadir edifícios. Algumas espécies, como a formiga vermelha (Solenopsis invicta), nativa da América do Sul, são consideradas espécies invasoras em outras partes do mundo, estabelecendo-se em áreas onde foram introduzidas acidentalmente.

## Etimologia
O nome da família Formicidae é derivado do latim "formīca", do qual derivam as palavras em outras línguas românicas, como o italiano "formica", o espanhol "hormiga", o romeno "furnică" e o francês "fourmi". Foi levantada a hipótese de que uma palavra proto-indo-européia "*morwi-" era a raiz do sânscrito "vamrah", do grego "μύρμηξ mýrmēx", do antigo eslavo eclesiástico "mraviji", do irlandês antigo "moirb", do nórdico antigo "maurr", do holandês "mier", do sueco "myra", do dinamarquês "myre", do holandês médio "miere" e do gótico da Crimeia "miera".

## Taxonomia e evolução
|  | Vespidae         |
|  |                  |
|  | Rhopalosomatidae |
|  |                  |

|  | Pompilidae |
|  |            |
|  | Mutillidae |
|  |            |

|  | Tiphiidae   |
|  |             |
|  | Chyphotidae |
|  |             |

|  | Pompilidae |
|  |            |
|  | Mutillidae |
|  |            |

|  | Tiphiidae   |
|  |             |
|  | Chyphotidae |
|  |             |

|  | Scolioidea                                             |
|  |                                                        |
|  | \| \| Apoidea \| \| \| \| \| \| Formicidae \| \| \| \| |
|  |                                                        |
|  | Apoidea                                                |
|  |                                                        |
|  | Formicidae                                             |
|  |                                                        |

|  | Apoidea    |
|  |            |
|  | Formicidae |
|  |            |

|  | Pompilidae |
|  |            |
|  | Mutillidae |
|  |            |

|  | Tiphiidae   |
|  |             |
|  | Chyphotidae |
|  |             |

|  | Pompilidae |
|  |            |
|  | Mutillidae |
|  |            |

|  | Tiphiidae   |
|  |             |
|  | Chyphotidae |
|  |             |

|  | Scolioidea                                             |
|  |                                                        |
|  | \| \| Apoidea \| \| \| \| \| \| Formicidae \| \| \| \| |
|  |                                                        |
|  | Apoidea                                                |
|  |                                                        |
|  | Formicidae                                             |
|  |                                                        |

|  | Apoidea    |
|  |            |
|  | Formicidae |
|  |            |

|  | Vespidae         |
|  |                  |
|  | Rhopalosomatidae |
|  |                  |

|  | Pompilidae |
|  |            |
|  | Mutillidae |
|  |            |

|  | Tiphiidae   |
|  |             |
|  | Chyphotidae |
|  |             |

|  | Pompilidae |
|  |            |
|  | Mutillidae |
|  |            |

|  | Tiphiidae   |
|  |             |
|  | Chyphotidae |
|  |             |

|  | Scolioidea                                             |
|  |                                                        |
|  | \| \| Apoidea \| \| \| \| \| \| Formicidae \| \| \| \| |
|  |                                                        |
|  | Apoidea                                                |
|  |                                                        |
|  | Formicidae                                             |
|  |                                                        |

|  | Apoidea    |
|  |            |
|  | Formicidae |
|  |            |

|  | Pompilidae |
|  |            |
|  | Mutillidae |
|  |            |

|  | Tiphiidae   |
|  |             |
|  | Chyphotidae |
|  |             |

|  | Pompilidae |
|  |            |
|  | Mutillidae |
|  |            |

|  | Tiphiidae   |
|  |             |
|  | Chyphotidae |
|  |             |

|  | Scolioidea                                             |
|  |                                                        |
|  | \| \| Apoidea \| \| \| \| \| \| Formicidae \| \| \| \| |
|  |                                                        |
|  | Apoidea                                                |
|  |                                                        |
|  | Formicidae                                             |
|  |                                                        |

|  | Apoidea    |
|  |            |
|  | Formicidae |
|  |            |

|  | Vespidae         |
|  |                  |
|  | Rhopalosomatidae |
|  |                  |

|  | Pompilidae |
|  |            |
|  | Mutillidae |
|  |            |

|  | Tiphiidae   |
|  |             |
|  | Chyphotidae |
|  |             |

|  | Pompilidae |
|  |            |
|  | Mutillidae |
|  |            |

|  | Tiphiidae   |
|  |             |
|  | Chyphotidae |
|  |             |

|  | Scolioidea                                             |
|  |                                                        |
|  | \| \| Apoidea \| \| \| \| \| \| Formicidae \| \| \| \| |
|  |                                                        |
|  | Apoidea                                                |
|  |                                                        |
|  | Formicidae                                             |
|  |                                                        |

|  | Apoidea    |
|  |            |
|  | Formicidae |
|  |            |

|  | Pompilidae |
|  |            |
|  | Mutillidae |
|  |            |

|  | Tiphiidae   |
|  |             |
|  | Chyphotidae |
|  |             |

|  | Pompilidae |
|  |            |
|  | Mutillidae |
|  |            |

|  | Tiphiidae   |
|  |             |
|  | Chyphotidae |
|  |             |

|  | Scolioidea                                             |
|  |                                                        |
|  | \| \| Apoidea \| \| \| \| \| \| Formicidae \| \| \| \| |
|  |                                                        |
|  | Apoidea                                                |
|  |                                                        |
|  | Formicidae                                             |
|  |                                                        |

|  | Apoidea    |
|  |            |
|  | Formicidae |
|  |            |

|  | Vespidae         |
|  |                  |
|  | Rhopalosomatidae |
|  |                  |

|  | Pompilidae |
|  |            |
|  | Mutillidae |
|  |            |

|  | Tiphiidae   |
|  |             |
|  | Chyphotidae |
|  |             |

|  | Pompilidae |
|  |            |
|  | Mutillidae |
|  |            |

|  | Tiphiidae   |
|  |             |
|  | Chyphotidae |
|  |             |

|  | Scolioidea                                             |
|  |                                                        |
|  | \| \| Apoidea \| \| \| \| \| \| Formicidae \| \| \| \| |
|  |                                                        |
|  | Apoidea                                                |
|  |                                                        |
|  | Formicidae                                             |
|  |                                                        |

|  | Apoidea    |
|  |            |
|  | Formicidae |
|  |            |

|  | Pompilidae |
|  |            |
|  | Mutillidae |
|  |            |

|  | Tiphiidae   |
|  |             |
|  | Chyphotidae |
|  |             |

|  | Pompilidae |
|  |            |
|  | Mutillidae |
|  |            |

|  | Tiphiidae   |
|  |             |
|  | Chyphotidae |
|  |             |

|  | Scolioidea                                             |
|  |                                                        |
|  | \| \| Apoidea \| \| \| \| \| \| Formicidae \| \| \| \| |
|  |                                                        |
|  | Apoidea                                                |
|  |                                                        |
|  | Formicidae                                             |
|  |                                                        |

|  | Apoidea    |
|  |            |
|  | Formicidae |
|  |            |

|  | Vespidae         |
|  |                  |
|  | Rhopalosomatidae |
|  |                  |

|  | Pompilidae |
|  |            |
|  | Mutillidae |
|  |            |

|  | Tiphiidae   |
|  |             |
|  | Chyphotidae |
|  |             |

|  | Pompilidae |
|  |            |
|  | Mutillidae |
|  |            |

|  | Tiphiidae   |
|  |             |
|  | Chyphotidae |
|  |             |

|  | Scolioidea                                             |
|  |                                                        |
|  | \| \| Apoidea \| \| \| \| \| \| Formicidae \| \| \| \| |
|  |                                                        |
|  | Apoidea                                                |
|  |                                                        |
|  | Formicidae                                             |
|  |                                                        |

|  | Apoidea    |
|  |            |
|  | Formicidae |
|  |            |

|  | Pompilidae |
|  |            |
|  | Mutillidae |
|  |            |

|  | Tiphiidae   |
|  |             |
|  | Chyphotidae |
|  |             |

|  | Pompilidae |
|  |            |
|  | Mutillidae |
|  |            |

|  | Tiphiidae   |
|  |             |
|  | Chyphotidae |
|  |             |

|  | Scolioidea                                             |
|  |                                                        |
|  | \| \| Apoidea \| \| \| \| \| \| Formicidae \| \| \| \| |
|  |                                                        |
|  | Apoidea                                                |
|  |                                                        |
|  | Formicidae                                             |
|  |                                                        |

|  | Apoidea    |
|  |            |
|  | Formicidae |
|  |            |

|  | Vespidae         |
|  |                  |
|  | Rhopalosomatidae |
|  |                  |

|  | Pompilidae |
|  |            |
|  | Mutillidae |
|  |            |

|  | Tiphiidae   |
|  |             |
|  | Chyphotidae |
|  |             |

|  | Pompilidae |
|  |            |
|  | Mutillidae |
|  |            |

|  | Tiphiidae   |
|  |             |
|  | Chyphotidae |
|  |             |

|  | Scolioidea                                             |
|  |                                                        |
|  | \| \| Apoidea \| \| \| \| \| \| Formicidae \| \| \| \| |
|  |                                                        |
|  | Apoidea                                                |
|  |                                                        |
|  | Formicidae                                             |
|  |                                                        |

|  | Apoidea    |
|  |            |
|  | Formicidae |
|  |            |

|  | Pompilidae |
|  |            |
|  | Mutillidae |
|  |            |

|  | Tiphiidae   |
|  |             |
|  | Chyphotidae |
|  |             |

|  | Pompilidae |
|  |            |
|  | Mutillidae |
|  |            |

|  | Tiphiidae   |
|  |             |
|  | Chyphotidae |
|  |             |

|  | Scolioidea                                             |
|  |                                                        |
|  | \| \| Apoidea \| \| \| \| \| \| Formicidae \| \| \| \| |
|  |                                                        |
|  | Apoidea                                                |
|  |                                                        |
|  | Formicidae                                             |
|  |                                                        |

|  | Apoidea    |
|  |            |
|  | Formicidae |
|  |            |

|  | Vespidae         |
|  |                  |
|  | Rhopalosomatidae |
|  |                  |

|  | Pompilidae |
|  |            |
|  | Mutillidae |
|  |            |

|  | Tiphiidae   |
|  |             |
|  | Chyphotidae |
|  |             |

|  | Pompilidae |
|  |            |
|  | Mutillidae |
|  |            |

|  | Tiphiidae   |
|  |             |
|  | Chyphotidae |
|  |             |

|  | Scolioidea                                             |
|  |                                                        |
|  | \| \| Apoidea \| \| \| \| \| \| Formicidae \| \| \| \| |
|  |                                                        |
|  | Apoidea                                                |
|  |                                                        |
|  | Formicidae                                             |
|  |                                                        |

|  | Apoidea    |
|  |            |
|  | Formicidae |
|  |            |

|  | Pompilidae |
|  |            |
|  | Mutillidae |
|  |            |

|  | Tiphiidae   |
|  |             |
|  | Chyphotidae |
|  |             |

|  | Pompilidae |
|  |            |
|  | Mutillidae |
|  |            |

|  | Tiphiidae   |
|  |             |
|  | Chyphotidae |
|  |             |

|  | Scolioidea                                             |
|  |                                                        |
|  | \| \| Apoidea \| \| \| \| \| \| Formicidae \| \| \| \| |
|  |                                                        |
|  | Apoidea                                                |
|  |                                                        |
|  | Formicidae                                             |
|  |                                                        |

|  | Apoidea    |
|  |            |
|  | Formicidae |
|  |            |

|  | Vespidae         |
|  |                  |
|  | Rhopalosomatidae |
|  |                  |

|  | Pompilidae |
|  |            |
|  | Mutillidae |
|  |            |

|  | Tiphiidae   |
|  |             |
|  | Chyphotidae |
|  |             |

|  | Pompilidae |
|  |            |
|  | Mutillidae |
|  |            |

|  | Tiphiidae   |
|  |             |
|  | Chyphotidae |
|  |             |

|  | Scolioidea                                             |
|  |                                                        |
|  | \| \| Apoidea \| \| \| \| \| \| Formicidae \| \| \| \| |
|  |                                                        |
|  | Apoidea                                                |
|  |                                                        |
|  | Formicidae                                             |
|  |                                                        |

|  | Apoidea    |
|  |            |
|  | Formicidae |
|  |            |

|  | Pompilidae |
|  |            |
|  | Mutillidae |
|  |            |

|  | Tiphiidae   |
|  |             |
|  | Chyphotidae |
|  |             |

|  | Pompilidae |
|  |            |
|  | Mutillidae |
|  |            |

|  | Tiphiidae   |
|  |             |
|  | Chyphotidae |
|  |             |

|  | Scolioidea                                             |
|  |                                                        |
|  | \| \| Apoidea \| \| \| \| \| \| Formicidae \| \| \| \| |
|  |                                                        |
|  | Apoidea                                                |
|  |                                                        |
|  | Formicidae                                             |
|  |                                                        |

|  | Apoidea    |
|  |            |
|  | Formicidae |
|  |            |

A família Formicidae pertence à ordem Hymenoptera, que também inclui moscas-serras, abelhas e vespas. As formigas evoluíram de uma linhagem dentro das vespas que picam, e um estudo de 2013 sugere que elas são um grupo irmão dos Apoidea. Em 1966, o mirmecologista E. O. Wilson e seus colegas identificaram os restos fósseis de uma formiga (Sphecomyrma) que viveu no período Cretáceo. Preso em âmbar que data de cerca de 92 milhões de anos atrás, tem características encontradas em algumas vespas, mas não encontradas em formigas modernas. Os fósseis mais antigos de formigas datam de meados do Cretáceo, cerca de 100 milhões de anos atrás, que pertencem a grupos-tronco extintos, como Haidomyrmecinae [en], Sphecomyrminae [en] e Zigrasimeciinae [en], com subfamílias de formigas modernas aparecendo no final do Cretáceo por volta de 80 a 70 milhões de anos atrás. As formigas se diversificaram e assumiram o domínio ecológico há cerca de 60 milhões de anos. Sugere-se que alguns grupos, como Leptanillinae [en] e Martialinae, tenham se diversificado a partir de formigas primitivas que provavelmente eram predadoras abaixo da superfície do solo.
Durante o período Cretáceo, algumas espécies de formigas primitivas distribuíam-se amplamente no supercontinente Laurasiano (Hemisfério Norte). A sua representação no registro fóssil é pobre, em comparação com as populações de outros insetos, representando apenas cerca de 1% da evidência fóssil de insetos na época. As formigas tornaram-se dominantes após a radiação adaptativa no início do período Paleogeno. No Oligoceno e no Mioceno, as formigas passaram a representar de 20% a 40% de todos os insetos encontrados nos principais depósitos fósseis. Das espécies que viveram na época do Eoceno, cerca de um em cada 10 gêneros sobrevive até o presente. Os gêneros que sobrevivem hoje compreendem 56% dos gêneros nos fósseis de âmbar do Báltico (início do Oligoceno) e 92% dos gêneros nos fósseis de âmbar dominicanos (aparentemente no início do Mioceno).
Os cupins vivem em colônias e às vezes são chamados de "formigas brancas", mas os cupins são parentes apenas distantes das formigas. São a subordem Isoptera e, junto às baratas, formam a ordem Blattodea. Os Blattodea estão relacionados a mantídeos, grilos e outros insetos alados que não sofrem metamorfose completa. Assim como as formigas, os cupins são eussociais, com operárias estéreis, mas diferem muito na genética da reprodução. A semelhança de sua estrutura social com a das formigas é atribuída à evolução convergente. As formigas veludo parecem formigas grandes, mas são vespas fêmeas sem asas.

## Distribuição e diversidade

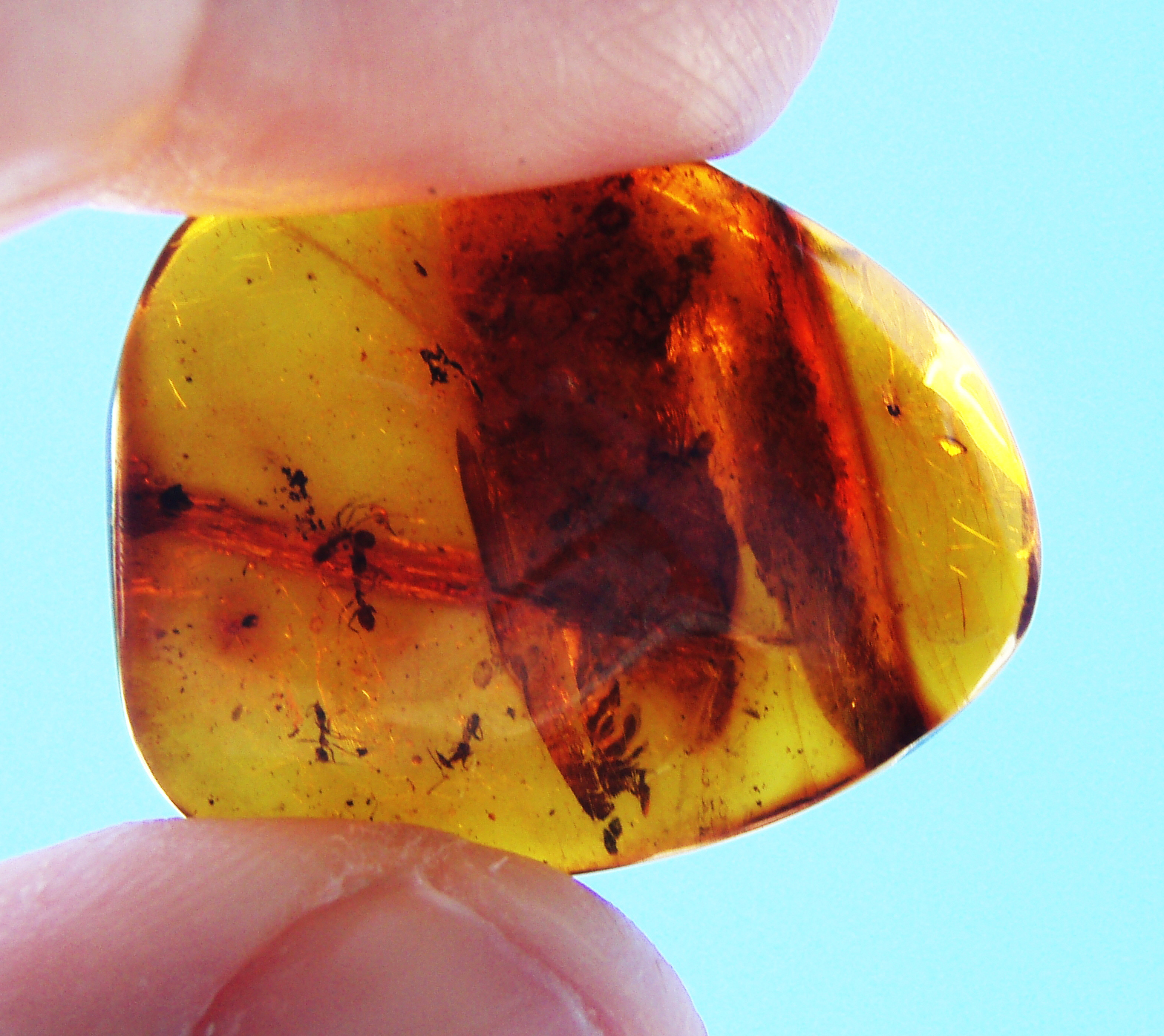
Formigas fossilizadas em âmbar do Báltico

As formigas têm uma distribuição cosmopolita. Elas são encontradas em todos os continentes, exceto na Antártida, e apenas algumas ilhas grandes, como a Groenlândia, a Islândia, partes da Polinésia e as ilhas havaianas, não possuem espécies de formigas nativas. As formigas ocupam uma ampla gama de nichos ecológicos e exploram diversos recursos alimentares como herbívoros, predadores e necrófagos diretos ou indiretos. A maioria das espécies de formigas são onívoras generalistas, mas algumas são especializadas na alimentação. Há uma variação considerável na abundância de formigas entre os habitats, atingindo um pico nos trópicos úmidos quase seis vezes maior que o encontrado em habitats menos adequados. Sua dominância ecológica foi examinada principalmente usando estimativas de sua biomassa: E. O. Wilson estimou em 2009 que em qualquer momento o número total de formigas estava entre um e dez quatrilhões e usando esta estimativa ele sugeriu que a biomassa total de todas as formigas do mundo era aproximadamente igual à biomassa total de toda a raça humana. Estima-se que formigas representam de 15% a 20% de toda a biomassa animal vivente. Estimativas mais cuidadosas feitas em 2022, que levam em conta as variações regionais, colocam a contribuição global das formigas em 12 megatoneladas de carbono seco, o que representa cerca de 20% da contribuição humana total, no entanto, é maior do que a das aves e mamíferos selvagens juntos. Este estudo também coloca uma estimativa conservadora das formigas em cerca de 20 × 1015 (20 quatrilhões).
| Região             | Número de espécies |
| ------------------ | ------------------ |
| Região neotropical | 2 162              |
| Região neoártica   | 580                |
| Europa             | 180                |
| África             | 2 500              |
| Asia (banda)       | 2 080              |
| Melanésia          | 275                |
| Austrália          | 985                |
| Polinésia          | 42                 |

As formigas variam em tamanho de 0,75 a 52 milímetros, a maior espécie conhecida é o fóssil Titanomyrma giganteum [en], cuja rainha tinha 6 cm de comprimento e envergadura de 15 centímetros. As formigas variam em cor, a maioria das formigas é amarela a vermelha ou marrom a preta, mas algumas espécies são verdes e algumas espécies tropicais têm brilho metálico. Mais de 13 800 espécies são conhecidas atualmente (com estimativas superiores da existência potencial de cerca de 22 mil), com a maior diversidade nos trópicos. Os estudos taxonômicos continuam a resolver a classificação e sistemática das formigas. Bancos de dados online de espécies de formigas, incluindo AntWeb e Hymenoptera Name Server, ajudam a manter o controle das espécies conhecidas e recentemente descritas. A relativa facilidade com que as formigas podem ser amostradas e estudadas nos ecossistemas tornou-as úteis como espécies indicadoras em estudos de biodiversidade.

## Morfologia

Diagrama da anatomia de uma formiga operária.

As formigas se distinguem em sua morfologia de outros insetos por terem antenas geniculadas (dobradas), glândulas metaplurais e uma forte constrição do segundo segmento abdominal em um petíolo semelhante a um nó. A cabeça, mesossoma e metassoma são os três segmentos corporais distintos (formalmente tagmas). O petíolo forma uma cintura estreita entre o mesossoma (tórax mais o primeiro segmento abdominal, que está fundido a ele) e o gáster (abdômen menos os segmentos abdominais no petíolo). O petíolo pode ser formado por um ou dois nós (apenas o segundo, ou os segundos e terceiros segmentos abdominais). A fusão tergosternal, quando o tergito e esternito de um segmento se fundem, pode ocorrer parcial ou totalmente no segundo, terceiro e quarto segmentos abdominais e é utilizada na identificação. A fusão tergosternal do quarto segmento abdominal foi anteriormente usada como característica que definia as subfamílias poneromorfas, Ponerinae e parentes dentro de seu clado, mas isso não é mais considerado um caráter sinapomórfico.
Como outros artrópodes, as formigas possuem um exoesqueleto, uma cobertura externa que fornece um invólucro protetor ao redor do corpo e um ponto de fixação para os músculos, em contraste com os esqueletos internos dos humanos e de outros vertebrados. Os insetos não têm pulmões; o oxigênio e outros gases, como o dióxido de carbono, passam pelo seu exoesqueleto por meio de pequenas aberturas chamadas espiráculos. Os insetos também não possuem vasos sanguíneos fechados; em vez disso, eles têm um tubo longo, fino e perfurado ao longo da parte superior do corpo chamado de aorta dorsal, que funciona como um coração e bombeia a hemolinfa em direção à cabeça, impulsionando assim a circulação dos fluidos internos. O sistema nervoso consiste em um cordão nervoso ventral que percorre toda a extensão do corpo, com vários gânglios e ramificações ao longo do caminho, alcançando as extremidades dos apêndices.

### Cabeça

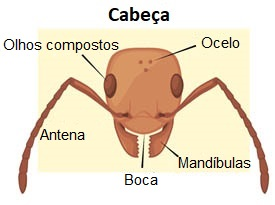
Ilustração da cabeça de uma formiga indicando suas principais partes.

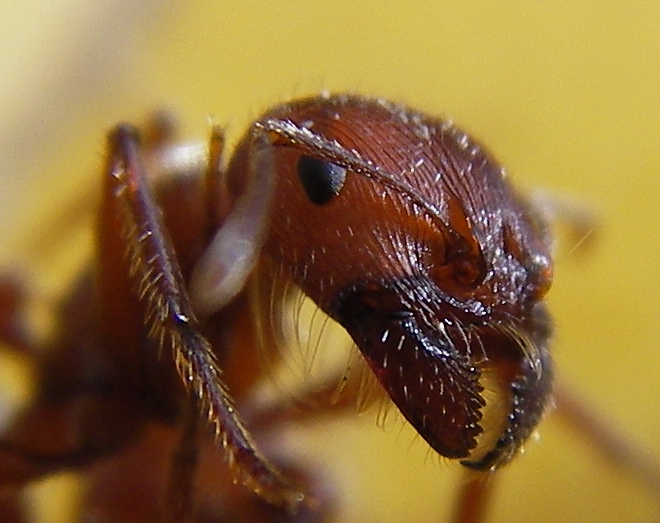
Cabeça de uma formiga

A cabeça de uma formiga contém muitos órgãos sensoriais. Como a maioria dos insetos, as formigas têm olhos compostos feitos de numerosas lentes minúsculas unidas. Os olhos de formiga são bons para detecção de movimentos agudos, mas não oferecem uma imagem de alta resolução. Eles também têm três pequenos ocelos (olhos simples) no topo da cabeça que detectam níveis de luz e polarização. Em comparação com os vertebrados, a visão das formigas tende a ser mais nítida, particularmente em espécies menores, e alguns táxons subterrâneos são completamente cegos. No entanto, algumas formigas, como a formiga bulldog da Austrália, têm excelente visão e são capazes de discriminar a distância e o tamanho de objetos que se movem a quase um metro de distância.
Duas antenas estão presas à cabeça; esses órgãos detectam produtos químicos, correntes de ar e vibrações; eles também são usados para transmitir e receber sinais por meio do toque. A cabeça tem duas mandíbulas fortes, as mandíbulas, usadas para transportar alimentos, manipular objetos, construir ninhos e para defesa. Em algumas espécies, uma pequena bolsa (câmara infrabucal) dentro da boca armazena alimento, que pode ser passado para outras formigas ou suas larvas.

### Mesossoma
Tanto as pernas quanto as asas da formiga estão presas ao mesossoma (tórax). As pernas terminam em uma garra em forma de gancho que lhes permite enganchar e escalar superfícies. Apenas as formigas reprodutivas (rainhas e machos) possuem asas. As rainhas perdem as asas após o voo nupcial, deixando tocos visíveis, uma característica distintiva das rainhas. Em algumas espécies, ocorrem rainhas sem asas (ergatóides) e machos.

### Metassoma
O metassoma (abdômen) da formiga abriga órgãos internos importantes, incluindo os dos sistemas reprodutivo, respiratório (traqueia) e excretor. Operárias de muitas espécies têm suas estruturas de postura modificadas em ferrões que são usados para subjugar presas e defender seus ninhos.

### Polimorfismo
Nas colônias de algumas espécies de formigas, existem castas físicas – operárias em classes de tamanho distintas, chamadas ergates menores, medianas e maiores. Frequentemente, as formigas maiores têm cabeças desproporcionalmente maiores e mandíbulas correspondentemente mais fortes. Eles são conhecidos como macrergates, enquanto os trabalhadores menores são conhecidos como microrgates. Embora formalmente conhecidos como dinergates, esses indivíduos são às vezes chamados de formigas "soldados" porque suas mandíbulas mais fortes os tornam mais eficazes na luta, embora ainda sejam trabalhadores e seus "deveres" normalmente não variem muito dos trabalhadores menores ou medianos. Em algumas espécies, as operárias medianas estão ausentes, criando uma divisão acentuada entre as menores e as maiores. As formigas tecelãs, por exemplo, têm uma distribuição de tamanho bimodal distinta. Algumas outras espécies apresentam variação contínua no tamanho das operárias. As menores e maiores operárias de Carebara diversa apresentam uma diferença de quase 500 vezes em seus pesos secos.
Os trabalhadores não podem acasalar; entretanto, devido ao sistema haplodiplóide de determinação do sexo nas formigas, operárias de várias espécies podem pôr ovos não fertilizados que se tornam machos haploides totalmente férteis. O papel das operárias pode mudar com a idade e em algumas espécies, como as formigas pote-de-mel, as operárias jovens são alimentadas até que seus gasters fiquem distendidos e atuam como recipientes vivos de armazenamento de alimentos. Esses trabalhadores do armazenamento de alimentos são chamados de repletos. Por exemplo, essas operárias repletas se desenvolvem na formiga pote-de-mel norte-americana Myrmecocystus mexicanus [en]. Normalmente, as maiores operárias da colônia tornam-se repletas; e, se as repleções forem removidas da colônia, outras operárias se tornarão repletas, demonstrando a flexibilidade desse polimorfismo específico. Inicialmente, pensava-se que esse polimorfismo na morfologia e no comportamento dos trabalhadores era determinado por fatores ambientais, como nutrição e hormônios, que levavam a diferentes caminhos de desenvolvimento; no entanto, diferenças genéticas entre castas operárias foram observadas em Acromyrmex sp. Esses polimorfismos são causados por alterações genéticas relativamente pequenas; diferenças em um único gene de Solenopsis invicta podem decidir se a colônia terá rainhas únicas ou múltiplas. A formiga saltadora australiana (Myrmecia pilosula) possui apenas um único par de cromossomos (sendo que os machos possuem apenas um cromossomo por serem haplóides), o menor número conhecido para qualquer animal, tornando-a um assunto interessante para estudos nas áreas de genética e desenvolvimento biológico de insetos sociais.

### Tamanho do Genoma
O tamanho do genoma é uma característica fundamental de um organismo. Descobriu-se que as formigas têm genomas minúsculos, com a evolução do tamanho do genoma sugerido como ocorrendo através da perda e acúmulo de regiões não codificantes, principalmente elementos transponíveis, e ocasionalmente pela duplicação do genoma inteiro. Isso pode estar relacionado aos processos de colonização, mas são necessários mais estudos para verificar isso.

## Ciclo de vida

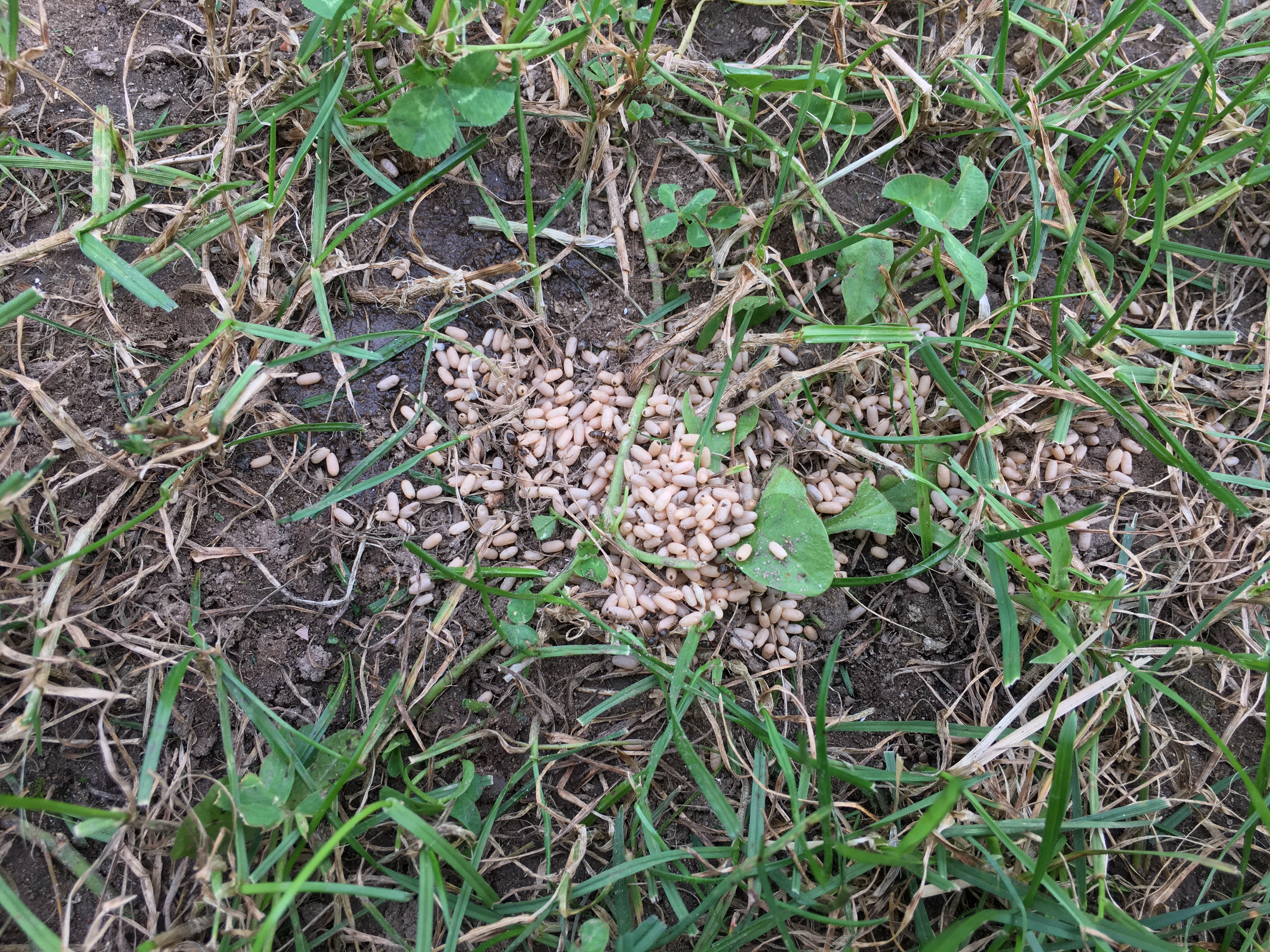
Ovos de formiga

### Reprodução
Uma ampla gama de estratégias reprodutivas foi observada em espécies de formigas. Sabe-se que as fêmeas de muitas espécies são capazes de se reproduzir assexuadamente por meio da partenogênese telitoca. As secreções das glândulas acessórias masculinas em algumas espécies podem obstruir a abertura genital feminina e impedir que as fêmeas acasalem novamente. A maioria das espécies de formigas possui um sistema no qual apenas a rainha e as fêmeas reprodutoras têm a capacidade de acasalar. Ao contrário da crença popular, alguns formigueiros têm múltiplas rainhas, enquanto outros podem existir sem rainhas. As operárias com capacidade de reprodução são chamadas de "gamergates" e as colônias que não possuem rainhas são então chamadas de colônias de gamergate.
Os machos também podem acasalar com rainhas existentes entrando em uma colônia estrangeira, como nas formigas de correição. Quando o macho é inicialmente atacado pelos trabalhadores, ele libera um feromônio de acasalamento. Se for reconhecido como companheiro, será levado à rainha para acasalar. Os machos também podem patrulhar o ninho e lutar contra outros, agarrando-os com as mandíbulas, perfurando seu exoesqueleto e marcando-os com um feromônio. O macho marcado é interpretado como um invasor pelas formigas operárias e é morto.
A maioria das formigas são univoltinas, produzindo uma nova geração a cada ano. Durante o período de reprodução específico da espécie, as fêmeas aladas e os machos alados deixam a colônia no que é chamado de voo nupcial. O voo nupcial geralmente ocorre no final da primavera ou início do verão, quando o clima está quente e úmido. O calor torna o voo mais fácil e a chuva recém caída torna o solo mais macio para as rainhas acasaladas cavarem ninhos. Os machos normalmente voam antes das fêmeas. Os machos então usam pistas visuais para encontrar um local de acasalamento comum, por exemplo, um ponto de referência como um pinheiro para o qual convergem outros machos na área. Os machos secretam um feromônio de acasalamento que as fêmeas seguem. Os machos montam as fêmeas no ar, mas o processo de acasalamento real geralmente ocorre no solo. As fêmeas de algumas espécies acasalam com apenas um macho, mas em outras podem acasalar com até dez ou mais machos diferentes, armazenando o esperma em suas espermatecas. Em Cardiocondyla elegans, as operárias podem transportar rainhas recém-emergidas para outros ninhos da mesma espécie, onde machos sem asas de colônias não aparentadas podem acasalar com elas, uma adaptação comportamental que pode reduzir as chances de endogamia.

### Larvas e pupas
As larvas de formigas nunca têm pernas e são alimentadas pelas obreiras. Geralmente possuem uma coloração amarela ou esbranquiçada, e crescem ao longo de uma série de mudas de pele (chamadas de estágios larvais). O número de estágios larvais mais frequentemente registrado em formigas é de três, havendo, entretanto, muitas espécies com quatro estágios larvais. As larvas de formigas exercem papel fundamental na biologia destes insetos, pois auxiliam na digestão de alimentos dado que formigas adultas apenas ingerem líquidos, desta forma geralmente se alimentam de alimentos sólidos ricos em proteínas. As larvas de diferentes estágios larvais (chamados de ínstares) podem apresentar adaptações especiais e morfologia distinta, de acordo com a espécie. Por exemplo, algumas larvas de formigas possuem espinhos, assim como estruturas de fixação nas paredes dos formigueiros.

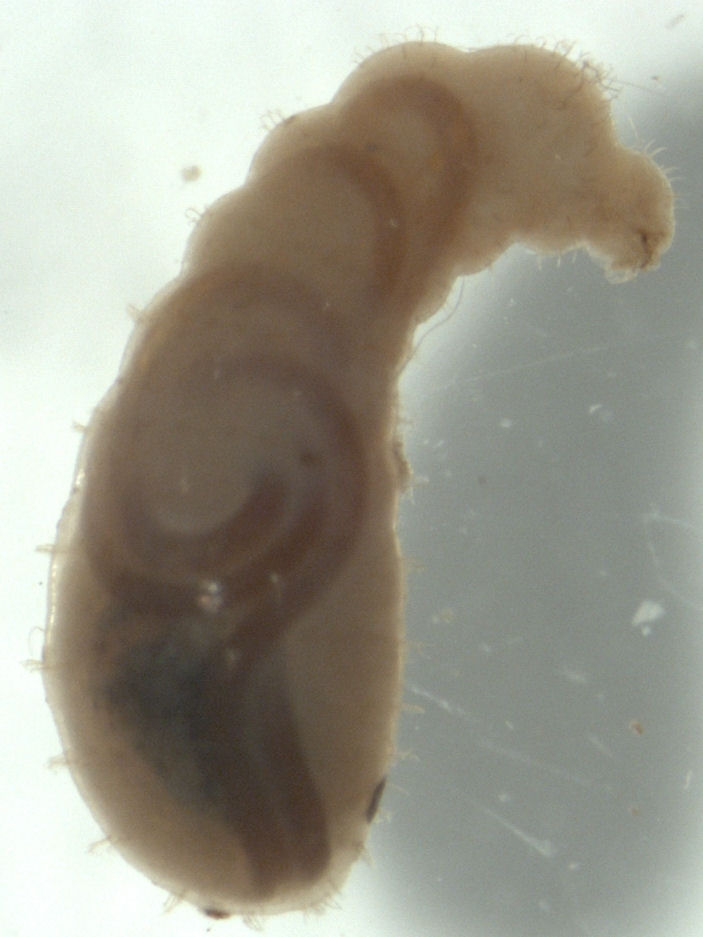
Larva com nematóide

As larvas e pupas precisam de uma temperatura e umidade adequadas para se desenvolverem, por isso, são transferidas para câmaras diferentes de acordo com seu estágio de desenvolvimento.
A diferenciação em castas é, em algumas espécies, determinada pelo tipo de alimento que recebem nos diferentes estágios larvais e as mudanças morfológicas que caracterizam cada casta normalmente aparecem durante o desenvolvimento do último ínstar larval.
No momento da pupação, algumas espécies podem tecer um casulo, enquanto a maioria das espécies de formigas tem pupas expostas (exaratas).

### Ninhos, colônias e supercolônias
As espécies típicas de formigas possuem uma colônia ocupando um único ninho, abrigando uma ou mais rainhas, onde é criada a ninhada. No entanto, existem mais de 150 espécies de formigas em 49 gêneros que são conhecidas por terem colônias que consistem em múltiplos ninhos separados espacialmente. Essas colônias polidômicas (em oposição às monodômicas) têm comida e operárias se movendo entre os ninhos. A adesão a uma colônia é identificada pela resposta das formigas operárias que identificam se outro indivíduo pertence ou não à sua própria colônia. Um coquetel exclusivo de produtos químicos da superfície corporal (também conhecidos como hidrocarbonetos cuticulares ou CHCs) forma o chamado odor de colônia que outros membros podem reconhecer. Algumas espécies de formigas parecem ser menos exigentes e na formiga argentina Linepithema humile, operárias transportadas de uma colónia de qualquer lugar no sul dos Estados Unidos e no México são aceitáveis dentro de outras colónias na mesma região. Da mesma forma, os trabalhadores das colónias que se estabeleceram na Europa são aceitos por quaisquer outras colónias dentro da Europa, mas não pelas colónias nas Américas. A interpretação destas observações tem sido debatida e alguns têm denominado estas grandes populações como supercolônias [en] enquanto outros têm denominado as populações como unicoloniais.

### Tempo de vida
De 6 e 10 semanas é o ciclo de vida da formiga entre a fase ovípara até se tornarem adultas. As formigas operárias podem viver de 3 a 6 anos, enquanto as formigas rainhas, de 15 a 20 anos. A maior longevidade registrada foi na espécie Pogonomyrmex owyheei, que atingiu uma idade de 30 anos.
As formigas aparentemente vivem mais quando são alimentadas com o mel de rainha.

## Comportamento

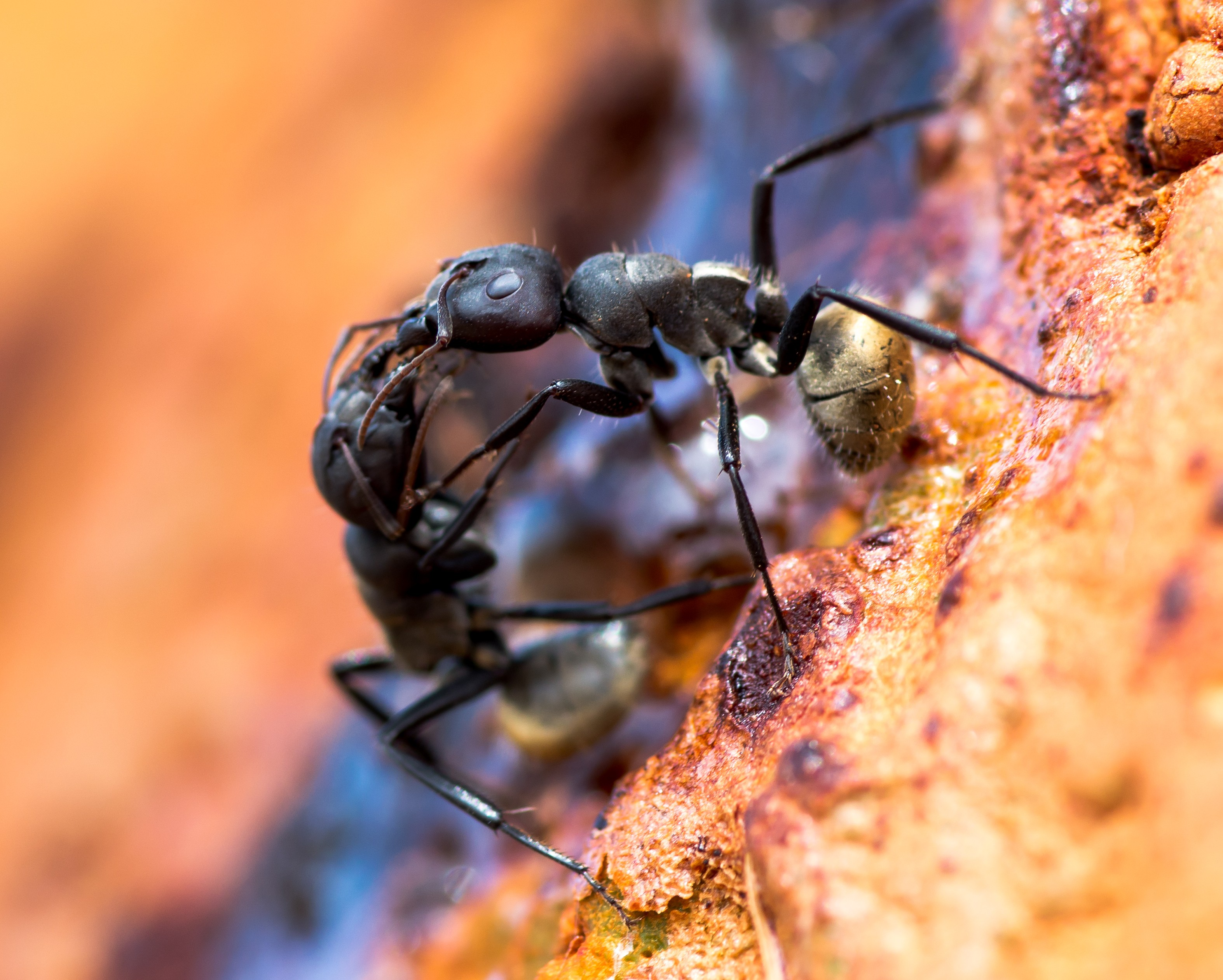
Duas operárias Camponotus sericeus se comunicando através do toque e feromônios

### Comunicação
As formigas se comunicam entre si usando feromônios, sons e toque. Como a maioria das formigas vive no solo, elas usam a superfície do solo para deixar rastros de feromônios que podem ser seguidos por outras formigas. Nas espécies que se alimentam em grupos, uma forrageira que encontra alimento marca uma trilha no caminho de volta à colônia; essa trilha é seguida por outras formigas, essas formigas então reforçam a trilha quando voltam com comida para a colônia. Quando a fonte de alimento se esgota, nenhuma nova trilha é marcada pelo retorno das formigas e o cheiro se dissipa lentamente. Esse comportamento ajuda as formigas a lidar com as mudanças em seu ambiente. Por exemplo, quando um caminho estabelecido para uma fonte de alimento é bloqueado por um obstáculo, as forrageadoras abandonam o caminho para explorar novas rotas. Se uma formiga tiver sucesso, ela deixa um novo rastro marcando o caminho mais curto no seu retorno. Trilhas bem-sucedidas são seguidas por mais formigas, reforçando melhores rotas e identificando gradativamente o melhor caminho.
As formigas usam feromônios para mais do que apenas fazer trilhas, uma formiga esmagada emite um feromônio de alarme que envia as formigas próximas a um frenesi de ataque e atrai mais formigas de mais longe. Várias espécies de formigas até usam "feromônios de propaganda" para confundir as formigas inimigas e fazê-las lutar entre si. Os feromônios são produzidos por uma ampla gama de estruturas, incluindo glândulas de Dufour, glândulas venenosas e glândulas no intestino posterior, pigídio, reto, esterno e tíbia posterior. Os feromônios também são trocados, misturados aos alimentos e transmitidos por trofalaxia, transferindo informações dentro da colônia. Isso permite que outras formigas detectem a qual grupo de tarefas (por exemplo, forrageamento ou manutenção do ninho) outros membros da colônia pertencem. Em espécies de formigas com castas rainhas, quando a rainha dominante para de produzir um feromônio específico, as operárias começam a criar novas rainhas na colônia.

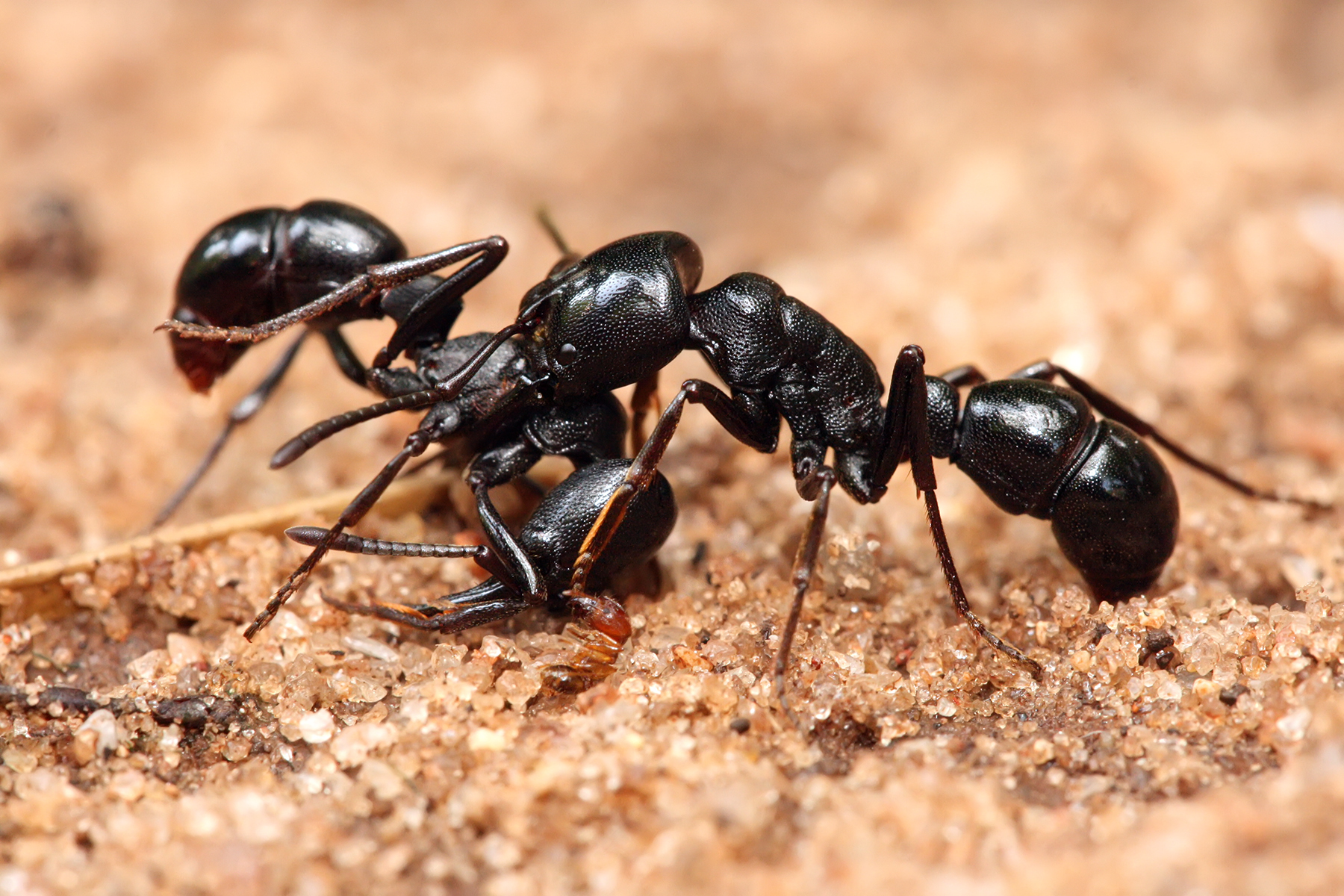
Uma Plectroctena sp. atacando outra para proteger seu território.

Algumas formigas produzem sons por estridulação, utilizando os segmentos gaster e suas mandíbulas. Os sons podem ser usados para se comunicar com membros da colônia ou com outras espécies.

### Defesa
As formigas atacam e se defendem mordendo e, em muitas espécies, picando, muitas vezes injetando ou pulverizando produtos químicos. As formigas-bala (Paraponera), localizadas na América Central e na América do Sul, são consideradas as que apresentam a picada mais dolorosa de qualquer inseto, embora geralmente não seja fatal para os humanos. Essa picada recebe a classificação mais alta no índice de dor em picada de Schmidt.
A picada de formigas saltadoras pode ser letal para humanos, e um antiveneno foi desenvolvido para isso. As formigas de fogo, Solenopsis spp., são únicas por terem um saco de veneno contendo alcalóides piperidínicos. Suas picadas são dolorosas e podem ser perigosas para pessoas hipersensíveis. As formigas formicinas secretam um veneno de suas glândulas, feito principalmente de ácido fórmico.
As formigas-armadilha do gênero Odontomachus são equipadas com mandíbulas chamadas mandíbula-armadilha, que se fecham mais rápido do que qualquer outro apêndice predatório no reino animal. Um estudo de Odontomachus bauri registrou velocidades máximas entre 126 e 230 km/h, com as mandíbulas fechando em média 130 microssegundos. Observou-se também que as formigas usavam suas mandíbulas como catapulta para ejetar intrusos ou se atirar para trás para escapar de uma ameaça. Antes de atacar, a formiga abre amplamente suas mandíbulas e as trava nesta posição por um mecanismo interno. A energia é armazenada em uma espessa faixa muscular e liberada de forma explosiva quando desencadeada pela estimulação de órgãos sensoriais semelhantes a pelos na parte interna das mandíbulas. As mandíbulas também permitem movimentos lentos e finos para outras tarefas. Armadilhas também são vistas em outros ponerinos, como Anochetus, bem como em alguns gêneros da tribo Attini, como Daceton [en], Orectognathus e Strumigenys, que são vistos como exemplos de evolução convergente.
Uma espécie de formiga da Malásia do grupo Camponotus cylindricus tem glândulas mandibulares aumentadas que se estendem até o gaster. Se o combate piorar, um trabalhador pode realizar um ato final de altruísmo suicida rompendo a membrana de seu gaster, fazendo com que o conteúdo de suas glândulas mandibulares exploda da região anterior de sua cabeça, espalhando uma secreção venenosa e corrosiva. contendo acetofenonas e outros produtos químicos que imobilizam pequenos insetos atacantes. O trabalhador morre posteriormente.
Além da defesa contra predadores, as formigas precisam proteger suas colônias de patógenos. As secreções da glândula metapleural, exclusivas das formigas, produzem uma gama complexa de produtos químicos, incluindo vários com propriedades antibióticas. Algumas formigas operárias mantêm a higiene da colônia e suas atividades incluem a realização ou necroforese, a eliminação de companheiras de ninho mortas. O ácido oleico foi identificado como o composto liberado de formigas mortas que desencadeia comportamento necróforo em Atta mexicana [en], enquanto operárias de Linepithema humile reagem à ausência de produtos químicos característicos (dolicodial e iridomirmecina) presentes na cutícula de seus companheiros de ninho vivos para desencadear sintomas semelhantes de comportamento.
Os ninhos podem ser protegidos de ameaças físicas, como inundações e superaquecimento, por meio de uma arquitetura elaborada de ninhos. As operárias de Cataulacus muticus, uma espécie arbórea que vive em ocos de plantas, respondem às inundações bebendo água dentro do ninho e excretando-a do lado de fora. Camponotus anderseni [en], que nidifica nas cavidades da madeira em habitats de mangue, lida com a submersão na água mudando para a respiração anaeróbica.

### Aprendizado
Muitos animais podem aprender comportamentos por imitação, mas as formigas podem ser o único grupo, além dos mamíferos, onde foi observado ensino interativo. Uma forrageadora experiente de Temnothorax albipennis [en] pode levar um companheiro de ninho ingênuo a alimentos recém-descobertos pelo processo de corrida em tandem. O seguidor obtém conhecimento através de seu tutor líder. O líder é extremamente sensível ao progresso do seguidor e desacelera quando o seguidor fica para trás e acelera quando o seguidor se aproxima demais.
Experimentos controlados com colônias de Cerapachys biroi sugerem que um indivíduo pode escolher os papéis do ninho com base em sua experiência anterior. Uma geração inteira de trabalhadores idênticos foi dividida em dois grupos cujo resultado na procura de alimentos foi controlado. Um grupo era continuamente recompensado com presas, enquanto era garantido que o outro falhasse. Como resultado, os membros do grupo bem-sucedido intensificaram suas tentativas de forrageamento, enquanto o grupo malsucedido se aventurou cada vez menos. Um mês depois, as forrageadoras bem-sucedidas continuaram em suas funções, enquanto as outras passaram a se especializar no cuidado das crias.

### Construção de ninhos
Ninhos complexos são construídos por muitas espécies de formigas, mas outras espécies são nômades e não constroem estruturas permanentes. As formigas podem formar ninhos subterrâneos ou construí-los em árvores. Esses ninhos podem ser encontrados no solo, embaixo de pedras ou troncos, dentro de troncos, caules ocos ou mesmo bolotas. Os materiais utilizados para a construção incluem solo e matéria vegetal, e as formigas selecionam cuidadosamente os locais dos seus ninhos; Temnothorax albipennis evitará locais com formigas mortas, pois podem indicar a presença de pragas ou doenças. Eles abandonam rapidamente os ninhos estabelecidos ao primeiro sinal de ameaça.
As formigas de correição da América do Sul, como a espécie Eciton burchellii, e as formigas condutoras da África não constroem ninhos permanentes, mas alternam entre o nomadismo e fases em que as operárias formam um ninho temporário (acampamento) a partir de seus próprios corpos, mantendo-se juntos.
As operárias das formigas tecelãs (Oecophylla spp.) constroem ninhos nas árvores unindo as folhas, primeiro unindo-as com pontes de operárias e depois induzindo suas larvas a produzir seda à medida que são movidas ao longo das bordas das folhas. Formas semelhantes de construção de ninhos são vistas em algumas espécies de Polyrhachis.
Formica polyctena, entre outras espécies de formigas, constrói ninhos que mantêm uma temperatura interior relativamente constante que auxilia no desenvolvimento das larvas. As formigas mantêm a temperatura do ninho escolhendo o local, os materiais do ninho, controlando a ventilação e mantendo o calor da radiação solar, a atividade e o metabolismo das operárias e, em alguns ninhos úmidos, a atividade microbiana nos materiais do ninho.
Algumas espécies de formigas, como aquelas que utilizam cavidades naturais, podem ser oportunistas e fazer uso do microclima controlado fornecido dentro das habitações humanas e outras estruturas artificiais para abrigar suas colônias e estruturas de ninhos.

### Cultivo de comida

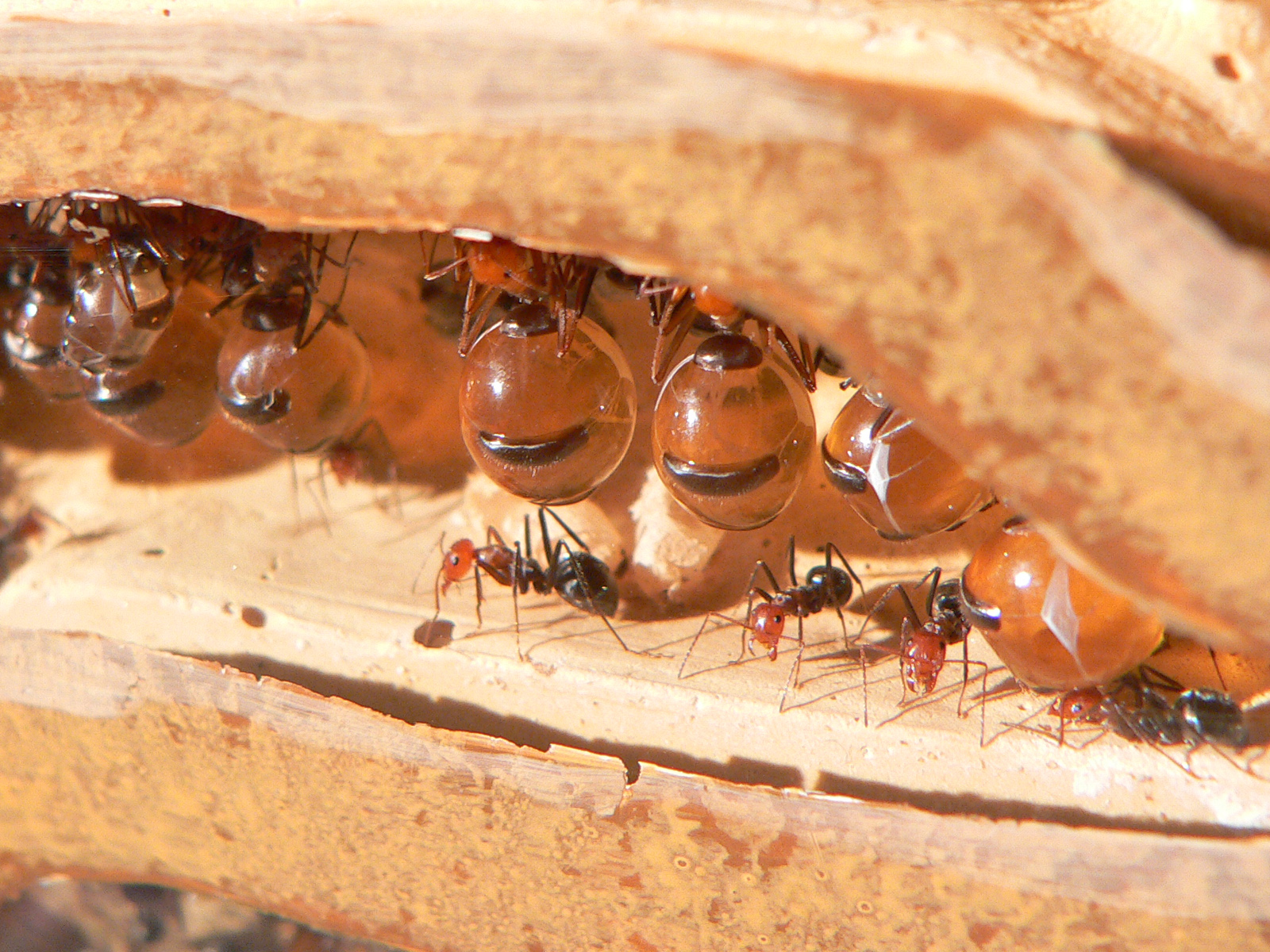
Formigas-pote-de-mel armazenam alimento para evitar fome na colônia.

A maioria das formigas são predadoras generalistas, necrófagas e herbívoros indiretos, mas algumas desenvolveram formas especializadas de obter nutrição. Acredita-se que muitas espécies de formigas que praticam herbivoria indireta dependem de simbiose especializada com seus micróbios intestinais para aumentar o valor nutricional dos alimentos que coletam e permitir que sobrevivam em regiões pobres em nitrogênio, como as copas das florestas tropicais. As formigas cortadeiras (Atta e Acromyrmex) se alimentam exclusivamente de um fungo que cresce apenas dentro de suas colônias. Eles coletam continuamente folhas que são levadas para a colônia, cortadas em pedacinhos e colocadas em jardins de fungos. Os Ergates são especializados em tarefas relacionadas de acordo com seus tamanhos. As formigas maiores cortam caules, as operárias menores mastigam as folhas e as menores cuidam do fungo. As formigas cortadeiras são sensíveis o suficiente para reconhecer a reação do fungo a diferentes materiais vegetais, aparentemente detectando sinais químicos do fungo. Se um determinado tipo de folha for tóxico para o fungo, a colônia não irá mais coletá-lo. As formigas se alimentam de estruturas produzidas por fungos chamados gongilídios. Bactérias simbióticas na superfície externa das formigas produzem antibióticos que matam as bactérias introduzidas no ninho que podem prejudicar os fungos.

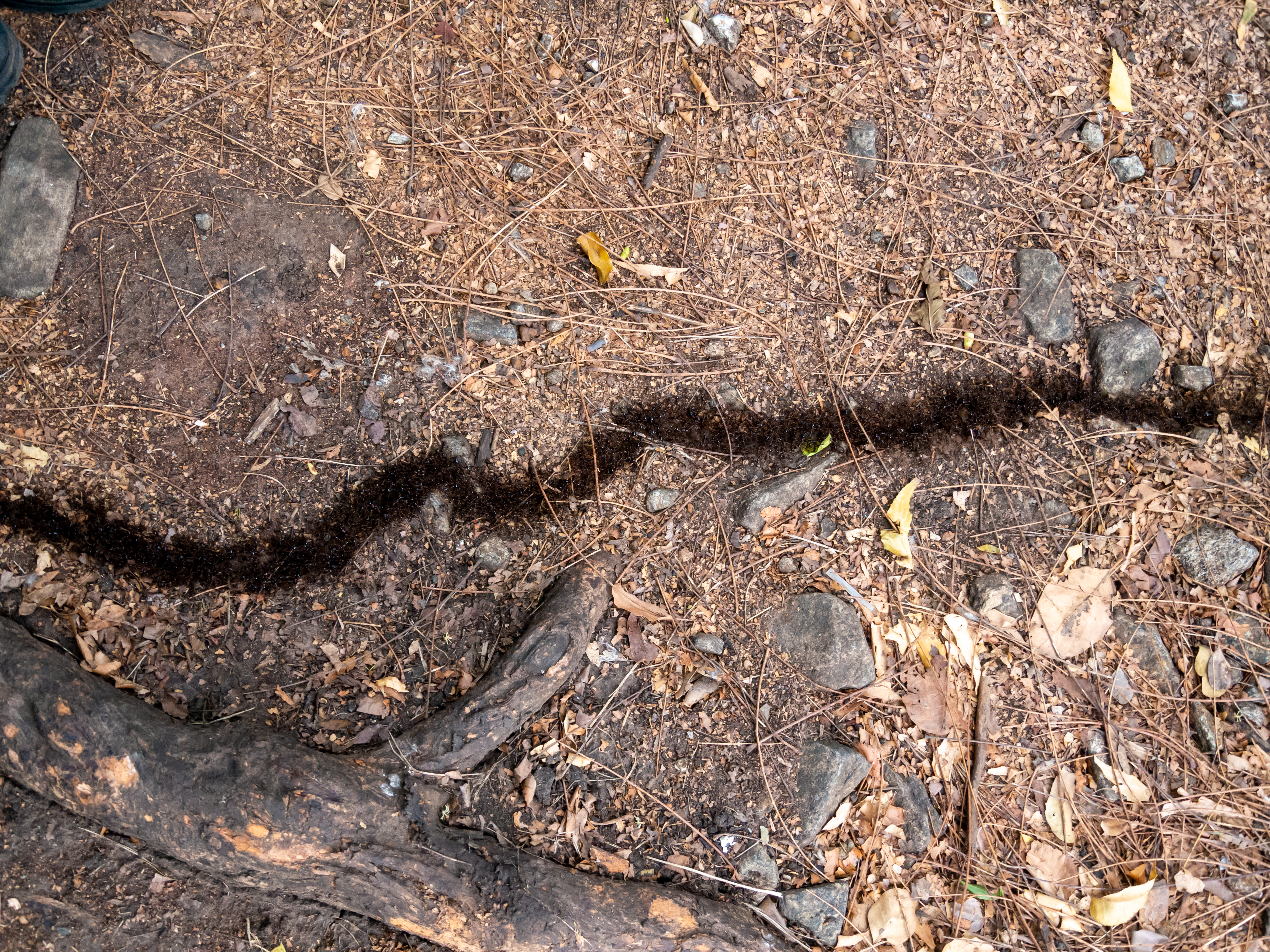
Uma trilha de formigas

### Navegação
As formigas forrageiras viajam distâncias de até 200 metros de seu ninho e trilhas de cheiro permitem que elas encontrem o caminho de volta mesmo no escuro. Em regiões quentes e áridas, as formigas que se alimentam durante o dia enfrentam a morte por dessecação, portanto a capacidade de encontrar o caminho mais curto de volta ao ninho reduz esse risco. As formigas diurnas do deserto do gênero Cataglyphis, como a formiga do deserto do Saara, navegam acompanhando a direção e também a distância percorrida. As distâncias percorridas são medidas por meio de um pedômetro interno que conta os passos dados e também pela avaliação do movimento dos objetos em seu campo visual (fluxo óptico). As direções são medidas usando a posição do sol.
Eles integram essas informações para encontrar o caminho mais curto de volta ao ninho. Como todas as formigas, elas também podem fazer uso de pontos de referência visuais quando disponíveis, bem como pistas olfativas e táteis para navegar. Algumas espécies de formigas são capazes de usar o campo magnético da Terra para navegação. Os olhos compostos das formigas possuem células especializadas que detectam a luz polarizada do Sol, que é usada para determinar a direção. Esses detectores de polarização são sensíveis na região ultravioleta do espectro de luz. Em algumas espécies de formigas de correição, um grupo de forrageadoras que se separa da coluna principal pode, às vezes, virar-se sobre si mesmo e formar um formigueiro circular. Os trabalhadores podem então correr continuamente até morrerem de exaustão.

### Locomoção
As formigas operárias não possuem asas e as fêmeas reprodutivas perdem as asas após os voos de acasalamento para iniciar suas colônias. Portanto, ao contrário de suas ancestrais vespas, a maioria das formigas viaja caminhando. Algumas espécies são capazes de saltar. Por exemplo, a formiga saltadora de Jerdon (Harpegnathos saltator) é capaz de pular sincronizando a ação de seus pares de pernas médio e traseiro. Existem várias espécies de formigas planadoras, incluindo Cephalotes atratus; esta pode ser uma característica comum entre formigas arbóreas com colônias pequenas. As formigas com essa habilidade são capazes de controlar seu movimento horizontal para pegar os troncos das árvores quando caem do topo da copa da floresta.
Outras espécies de formigas podem formar cadeias para preencher lacunas na água, no subsolo ou através de espaços na vegetação. Algumas espécies também formam jangadas flutuantes que as ajudam a sobreviver às inundações. Essas jangadas também podem ter um papel em permitir que as formigas colonizem as ilhas. Polyrhachis sokolova, uma espécie de formiga encontrada nos manguezais australianos, pode nadar e viver em ninhos subaquáticos. Como não possuem guelras, eles vão para bolsas de ar presas nos ninhos submersos para respirar.

### Cooperação e competição
Nem todas as formigas têm o mesmo tipo de sociedade. As formigas bulldog australianas estão entre as maiores e mais básicas das formigas. Como praticamente todas as formigas, são eussociais, mas seu comportamento social é pouco desenvolvido em comparação com outras espécies. Cada indivíduo caça sozinho, usando seus grandes olhos em vez de sentidos químicos para encontrar a presa.

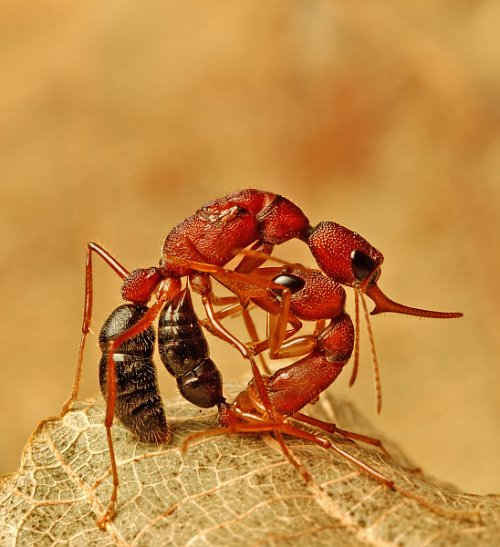
Uma operária Harpegnathos saltator (uma formiga saltadora) envolvida em uma batalha com a rainha de uma colônia rival (no topo)

Algumas espécies atacam e dominam colônias de formigas vizinhas. Especialistas extremos entre essas formigas invasoras de escravos, como as formigas amazônicas, são incapazes de se alimentar e precisam de trabalhadores capturados para sobreviver. Trabalhadores capturados de espécies escravizadas de Temnothorax desenvolveram uma contra-estratégia, destruindo apenas as pupas fêmeas do Temnothorax americanus [en] escravista, mas poupando os machos (que não participam da invasão de escravos quando adultos).
As formigas identificam parentes e companheiras de ninho através de seu cheiro, que vem de secreções misturadas com hidrocarbonetos que revestem seus exoesqueletos. Se uma formiga for separada da sua colónia original, acabará por perder o cheiro da colónia. Qualquer formiga que entrar em uma colônia sem cheiro correspondente será atacada.

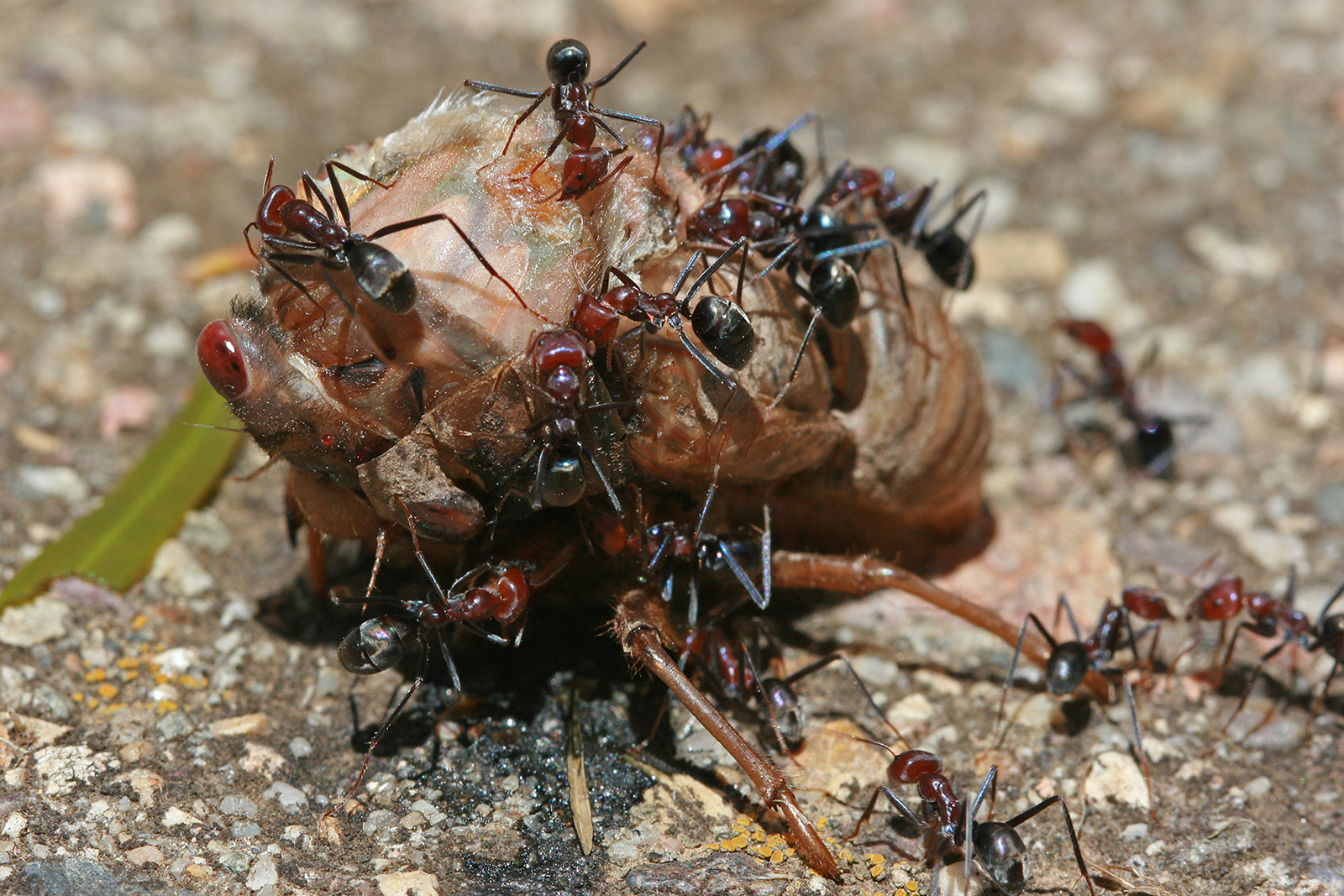
Formigas carnívoras alimentando-se de uma cigarra.

Espécies de formigas parasitas entram nas colônias de formigas hospedeiras e se estabelecem como parasitas sociais; espécies como Strumigenys xenos são totalmente parasitas e não possuem operárias, mas, em vez disso, dependem da comida coletada por seus hospedeiros Strumigenys perplexa. Essa forma de parasitismo é observada em muitos gêneros de formigas, mas a formiga parasita geralmente é uma espécie intimamente relacionada ao seu hospedeiro. Uma variedade de métodos são empregados para entrar no ninho da formiga hospedeira. Uma rainha parasita pode entrar no ninho hospedeiro antes da primeira ninhada eclodir, estabelecendo-se antes do desenvolvimento do cheiro da colônia. Outras espécies usam feromônios para confundir as formigas hospedeiras ou para induzi-las a carregar a rainha parasita para o ninho. Alguns simplesmente lutam para chegar ao ninho.
Um conflito entre os sexos de uma espécie é observado em algumas espécies de formigas, com esses reprodutores aparentemente competindo para produzir descendentes que sejam tão intimamente relacionados com eles quanto possível. A forma mais extrema envolve a produção de descendentes clonais. Um extremo do conflito sexual é visto em Wasmannia auropunctata, onde as rainhas produzem filhas diplóides por partenogênese Thelytokous [en] e os machos produzem clones por um processo pelo qual um ovo diplóide perde sua contribuição materna para produzir machos haplóides que são clones do pai.

### Organização social
Embora nem todas as espécies de formigas construam formigueiros, muitas fazem formigueiros complexos normalmente subterrâneos, com um sistema de túneis e câmaras com funções especiais – para o armazenamento de alimentos, para a rainha, o “berçário”, onde são tratadas as larvas, etc. As sociedades das formigas são organizadas por divisão de tarefas, muitas vezes chamadas castas. A função da reprodução é realizada pela rainha e pelos machos. A reprodução é feita durante o voo nupcial. A rainha vive dentro do formigueiro, é maior que as restantes formigas, perde as asas depois de fecundada e o macho morre rapidamente.
As restantes funções – procura de alimentos, construção e manutenção do formigueiro e sua defesa – são realizadas por fêmeas (que não possuem asas, para maior mobilidade no formigueiro) estéreis, as obreiras, que sempre estão em maior numero em espécies que cultivam fungos, elas trabalham na criação de fungos, das larvas, pupas e cuidam da rainha em câmaras especiais.

### Relações com outros organismos

Formiga ordenhando afídeo

As formigas formam associações simbióticas com uma variedade de espécies, incluindo outras espécies de formigas, outros insetos, plantas e fungos. Eles também são predados por muitos animais e até mesmo por certos fungos. Algumas espécies de artrópodes passam parte de suas vidas dentro de formigueiros, seja atacando formigas, suas larvas e ovos, consumindo os estoques de alimentos das formigas ou evitando predadores. Esses inquilinos podem ter uma grande semelhança com as formigas. A natureza desse mimetismo de formiga (mirmecomorfia) varia, com alguns casos envolvendo mimetismo batesiano, onde o mimetismo reduz o risco de predação. Outros mostram o mimetismo wasmanniano, uma forma de mimetismo vista apenas em inquilinos.
Pulgões e outros insetos hemípteros secretam um líquido doce chamado melada, quando se alimentam da seiva das plantas. Os açúcares da melada são uma fonte alimentar de alta energia, que muitas espécies de formigas coletam. Em alguns casos, os pulgões secretam a melada em resposta às formigas que os batem com as antenas. As formigas, por sua vez, mantêm os predadores longe dos pulgões e os movem de um local de alimentação para outro. Ao migrar para uma nova área, muitas colônias levam consigo os pulgões, para garantir um fornecimento contínuo de melada. As formigas também cuidam das cochonilhas para colher sua melada. As cochonilhas podem se tornar uma praga séria do abacaxi se houver formigas presentes para protegê-las de seus inimigos naturais.
Lagartas mirmecófilas (amantes de formigas) da família das borboletas Lycaenidae (por exemplo, azuis, cobres ou listras de cabelo) são pastoreadas pelas formigas, levadas para áreas de alimentação durante o dia e trazidas para dentro do formigueiro à noite. As lagartas possuem uma glândula que secreta melada quando as formigas as massageiam. Algumas lagartas produzem vibrações e sons que são percebidos pelas formigas. Uma adaptação semelhante pode ser vista nas borboletas capitães grisalhas que emitem vibrações ao expandir suas asas para se comunicarem com as formigas, que são predadoras naturais dessas borboletas. Outras lagartas evoluíram de amantes de formigas para comedoras de formigas: essas lagartas mirmecófagas secretam um feromônio que faz as formigas agirem como se a lagarta fosse uma de suas próprias larvas. A lagarta é então levada para o formigueiro, onde se alimenta das larvas das formigas. Várias bactérias especializadas foram encontradas como endossimbiontes em intestinos de formigas. Algumas das bactérias dominantes pertencem à ordem Hyphomicrobiales [en], cujos membros são conhecidos por serem simbiontes fixadores de nitrogênio em leguminosas, mas as espécies encontradas em formigas não têm a capacidade de fixar nitrogênio. As formigas produtoras de fungos que compõem a tribo Attini, incluindo as formigas cortadeiras, cultivam certas espécies de fungos dos gêneros Leucoagaricus [en] ou Leucocoprinus [en] da família Agaricaceae. Neste mutualismo formiga-fungo, ambas as espécies dependem uma da outra para sobreviver. A formiga Allomerus decemarticulatus desenvolveu uma associação de três vias com a planta hospedeira, Hirtella physophora [en] (Chrysobalanaceae), e um fungo pegajoso que é usado para capturar suas presas de insetos.
As formigas-limão fazem jardins do diabo matando as plantas vizinhas com suas picadas e deixando uma mancha pura de limoeiros (Duroia hirsuta [en]). Essa modificação da floresta proporciona às formigas mais locais de nidificação dentro dos caules das árvores Duroia. Embora algumas formigas obtenham néctar das flores, a polinização por formigas é um tanto rara, sendo um exemplo a polinização da orquídea Leporella fimbriata que induz os machos de Myrmecia urens [en] a pseudocopular com as flores, transferindo pólen no processo. Uma teoria proposta para a raridade da polinização é que as secreções da glândula metapleural inativam e reduzem a viabilidade do pólen. Algumas plantas têm estruturas especiais de exsudação de néctar, nectários extraflorais, que fornecem alimento para formigas, que por sua vez protegem a planta de insetos herbívoros mais prejudiciais. Espécies como a acácia megafone (Acacia cornigera) na América Central têm espinhos ocos que abrigam colônias de formigas picantes (Pseudomyrmex ferrugineus) que defendem a árvore contra insetos, mamíferos pastadores e trepadeiras epífitas. Estudos de marcação isotópica sugerem que as plantas também obtêm nitrogênio das formigas. Em troca, as formigas obtêm alimento de corpos Beltianos ricos em proteínas e lipídios. Em Fiji, Philidris nagasau [en] (Dolichoderinae) é conhecido por cultivar seletivamente espécies de Squamellaria epífita (Rubiaceae) que produzem grandes domácias dentro das quais as colônias de formigas se aninham. As formigas plantam as sementes e a domácia das mudas jovens é imediatamente ocupada e as fezes das formigas nelas contidas contribuem para o rápido crescimento. Associações de dispersão semelhantes também são encontradas com outras dolicoderinas na região. Outro exemplo desse tipo de ectossimbiose vem da árvore Macaranga, que possui caules adaptados para abrigar colônias de formigas Crematogaster.
Muitas espécies de plantas possuem sementes adaptadas para dispersão por formigas. A dispersão de sementes por formigas ou mirmecocoria é generalizada, e novas estimativas sugerem que quase 9% de todas as espécies de plantas podem ter tais associações com formigas. Frequentemente, as formigas dispersoras de sementes realizam a dispersão direcionada, depositando as sementes em locais que aumentam a probabilidade de sobrevivência das sementes até a reprodução. Algumas plantas em sistemas áridos e propensos ao fogo são particularmente dependentes das formigas para a sua sobrevivência e dispersão, à medida que as sementes são transportadas para um local seguro abaixo do solo. Muitas sementes dispersas por formigas têm estruturas externas especiais, elaiossomas, que são procuradas pelas formigas como alimento. As formigas podem alterar substancialmente a taxa de decomposição e a ciclagem de nutrientes em seu ninho. Pela mirmecocoria e pela modificação das condições do solo, eles alteram substancialmente a vegetação e a ciclagem de nutrientes no ecossistema circundante.
Uma convergência, possivelmente uma forma de mimetismo, é observada nos ovos dos bichos-pau. Eles têm uma estrutura comestível semelhante a um elaiossoma e são levados para o formigueiro onde os filhotes eclodem.
A maioria das formigas são predadoras e algumas atacam e obtêm alimento de outros insetos sociais, incluindo outras formigas. Algumas espécies se especializam em predar cupins (Megaponera [en] e Termitopone [en]), enquanto alguns Cerapachyinae atacam outras formigas. Alguns cupins, incluindo Nasutitermes corniger [en], formam associações com certas espécies de formigas para afastar espécies de formigas predadoras. A vespa tropical Mischocyttarus drawseni [en] reveste o pedicelo de seu ninho com um produto químico repelente de formigas. Sugere-se que muitas vespas tropicais possam construir seus ninhos em árvores e cobri-las para se protegerem das formigas. Outras vespas, como Agelaia multipicta, defendem-se contra as formigas, expulsando-as do ninho com rajadas de zumbido de asas. As abelhas sem ferrão (Trigona e Melipona) usam defesas químicas contra formigas.
As moscas do gênero Bengalia [en] (Calliphoridae) do Velho Mundo atacam formigas e são cleptoparasitas, arrebatando presas ou crias das mandíbulas de formigas adultas. Fêmeas sem asas e sem pernas da mosca forídeo da Malásia (Vestigipoda myrmolarvoidea) vivem em ninhos de formigas do gênero Aenictus e são cuidadas pelas formigas.

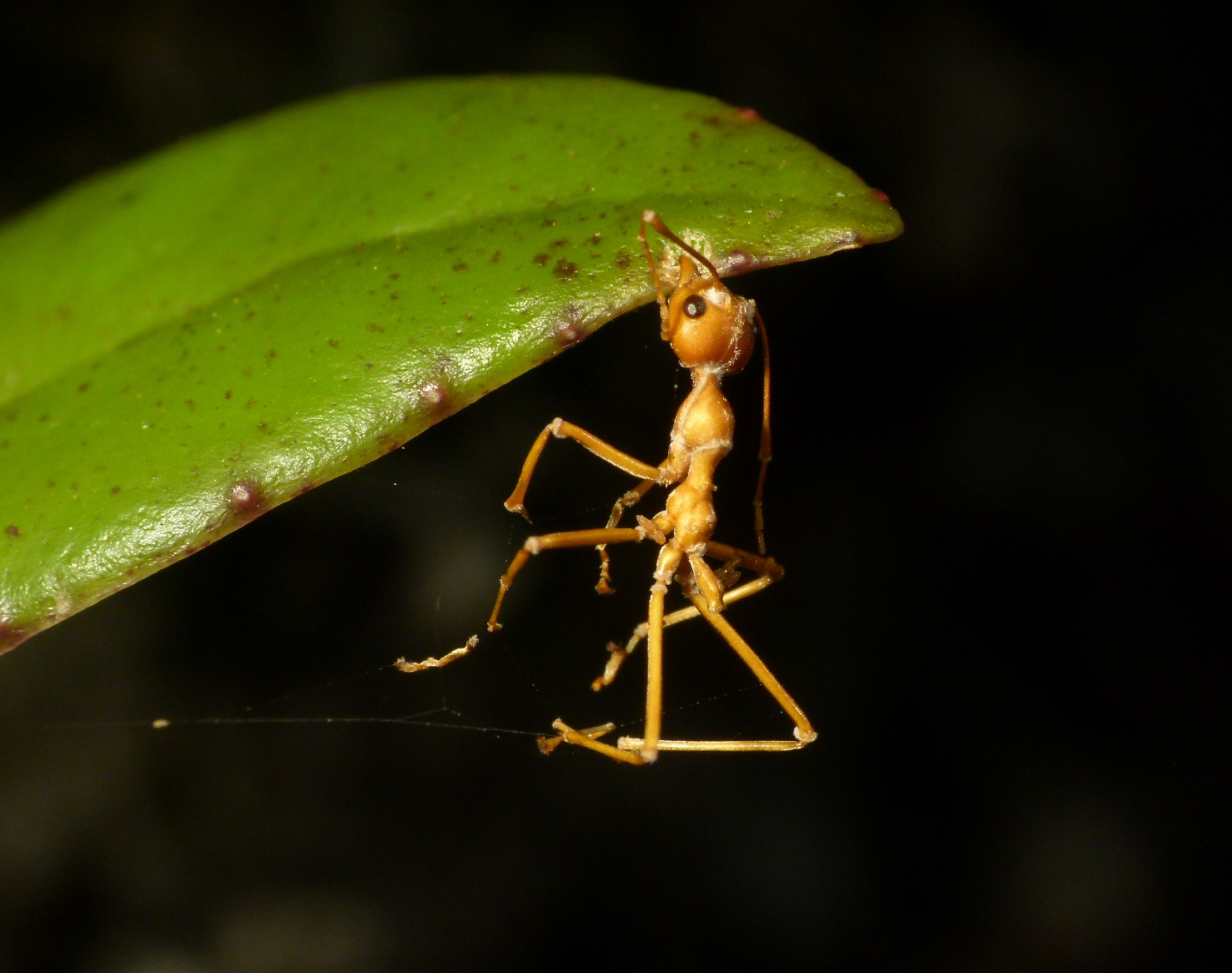
Oecophylla smaragdina morta por um fungo.

Fungos dos gêneros Cordyceps e Ophiocordyceps [en] infectam formigas. As formigas reagem à infecção subindo nas plantas e afundando suas mandíbulas nos tecidos vegetais. O fungo mata as formigas, cresce em seus restos mortais e produz um corpo frutífero. Parece que o fungo altera o comportamento da formiga para ajudar a dispersar seus esporos em um micro-habitat que melhor se adapte ao fungo. Os parasitas Strepsiptera também manipulam suas formigas hospedeiras para escalar caules de grama, para ajudar o parasita a encontrar parceiros.
Um nematóide (Myrmeconema neotropicum [en]) que infecta formigas do dossel (Cephalotes atratus) faz com que os gasters pretos das operárias fiquem vermelhos. O parasita também altera o comportamento da formiga, fazendo com que ela carregue seus gasters para cima. Os conspícuos gasters vermelhos são confundidos pelos pássaros com frutas maduras, como Hyeronima alchorneoides, e comidos. Os excrementos da ave são coletados por outras formigas e dados aos seus filhotes, levando a uma maior disseminação do nematóide.
Um estudo das colônias de Temnothorax nylanderi [en] na Alemanha descobriu que as operárias parasitadas pela tênia Anomotaenia brevis [en] (as formigas são hospedeiras intermediárias, os hospedeiros definitivos são os pica-paus) viviam muito mais do que as operárias não parasitadas e tinham uma taxa de mortalidade reduzida, comparável à das rainhas da mesma espécie, que vive até duas décadas.
As rãs venenosas da América do Sul, do gênero Dendrobates, se alimentam principalmente de formigas, e as toxinas em sua pele podem vir das formigas.
As formigas correição forrageiam em uma ampla coluna itinerante, atacando qualquer animal naquele caminho que não consiga escapar. Na América Central e do Sul, Eciton burchellii é a formiga que enxameia mais comumente frequentada por pássaros "seguidores de formigas", como formigueiros e arapaçus. Esse comportamento já foi considerado mutualístico, mas estudos posteriores descobriram que as aves eram parasitas. O cleptoparasitismo direto (pássaros que roubam comida das formigas) é raro e foi observado em pombas incas que coletam sementes na entrada dos ninhos enquanto são transportadas por espécies de Pogonomyrmex. Os pássaros que seguem as formigas comem muitas presas de insetos e, assim, diminuem o sucesso de forrageamento das formigas.
Tamanduás, porcos-da-terra, pangolins, equidnas e numbats têm adaptações especiais para viver com uma dieta de formigas. Essas adaptações incluem línguas longas e pegajosas para capturar formigas e garras fortes para invadir formigueiros. Descobriu-se que ursos pardos (Ursus arctos) se alimentam de formigas. Cerca de 12%, 16% e 4% do seu volume fecal na primavera, verão e outono, respectivamente, é composto por formigas.

## Relações com seres humanos
As formigas desempenham muitas funções ecológicas que são benéficas para os humanos, incluindo a supressão de populações de pragas e a aeração do solo. O uso de formigas tecelãs no cultivo de frutas cítricas no sul da China é considerado uma das mais antigas aplicações conhecidas de controle biológico.
Em algumas partes do mundo (principalmente na África e na América do Sul), formigas grandes, especialmente formigas de correição, são usadas como suturas cirúrgicas. A ferida é pressionada e formigas são aplicadas ao longo dela. A formiga agarra as bordas do ferimento com suas mandíbulas e trava no lugar. O corpo é então cortado e a cabeça e as mandíbulas permanecem no lugar para fechar a ferida. As grandes cabeças dos dinergates (soldados) da formiga cortadeira Atta cefalotes também são usadas por cirurgiões nativos no fechamento de feridas.
Algumas formigas possuem veneno tóxico e são de importância médica. As espécies incluem Paraponera clavata (tocandira) e Dinoponera spp. (falsas tocandiras) da América do Sul e as formigas Myrmecia da Austrália.
Na África do Sul, as formigas são usadas para ajudar na colheita das sementes de rooibos (Aspalathus linearis), planta usada para fazer chá de ervas. A planta dispersa amplamente suas sementes, dificultando a coleta manual. As formigas pretas coletam e armazenam essas e outras sementes em seus ninhos, onde os humanos podem colhê-las em massa. Até 200 gramas de sementes podem ser coletadas de um formigueiro.
Embora a maioria das formigas sobreviva às tentativas humanas de erradicá-las, algumas estão altamente ameaçadas. Estas tendem a ser espécies insulares que desenvolveram características especializadas e correm o risco de serem substituídas por espécies de formigas introduzidas. Os exemplos incluem a formiga relíquia do Sri Lanka (Aneuretus simoni), criticamente ameaçada, e a Adetomyrma venatrix [en] de Madagascar.

### Como comida

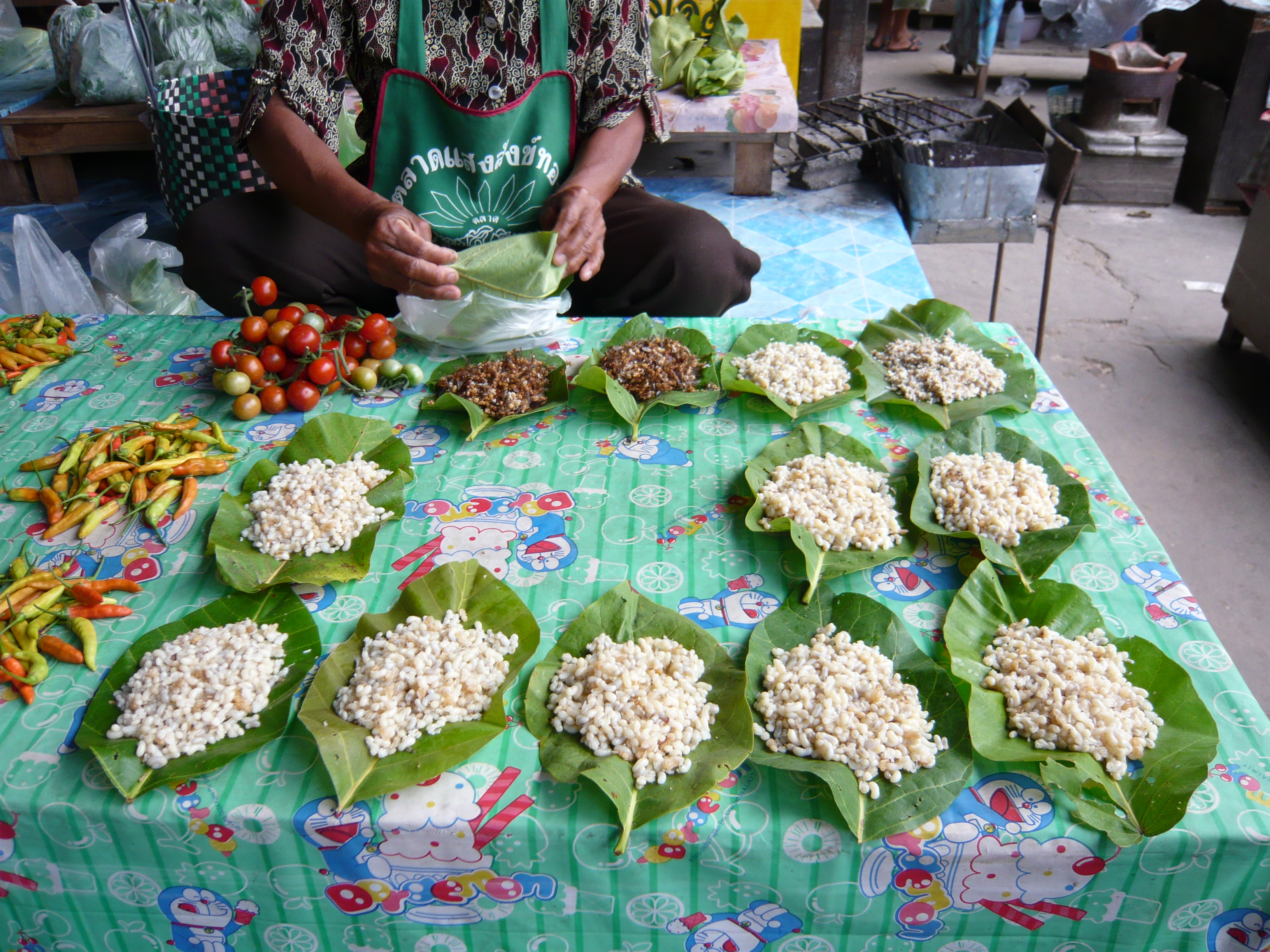
Larvas de formiga em mercado na Tailândia.

As formigas e suas larvas são consumidas em diferentes partes do mundo. Os ovos de duas espécies de formigas são usados em escamoles mexicanos. Eles são considerados uma forma de caviar de inseto e podem ser vendidos por até 50 dólares por quilo, chegando a 200 dólares por quilo (em 2006) porque são sazonais e difíceis de encontrar. No departamento colombiano de Santander, hormigas culonas (interpretadas aproximadamente como "formigas de fundo grande")  Atta laevigata são torradas vivas e comidas. Em áreas da Índia e em todo o Myanmar e Tailândia, uma pasta da formiga-tecelã verde (Oecophylla smaragdina) é servida como condimento com curry. Ovos e larvas de formigas tecelãs, assim como as formigas, podem ser usados em uma salada tailandesa, inhame (tailandês: ยำ), em um prato chamado inhame khai mot daeng (tailandês: ยำไข่มดแดง) ou salada de ovo de formiga vermelha, um prato que vem de Issan ou região nordeste da Tailândia. Saville-Kent, no Naturalist in Australia escreveu "A beleza, no caso da formiga verde, é mais do que superficial. Sua translucidez atraente, quase semelhante a um doce, possivelmente convidou os primeiros ensaios sobre seu consumo pela espécie humana". Amassadas em água, à maneira da abóbora, “essas formigas formam uma agradável bebida ácida que é muito apreciada pelos nativos do norte de Queensland e até apreciada por muitos paladares europeus”.
Em seu primeiro verão na Sierra, John Muir observa que os índios Digger da Califórnia comiam os gases ácidos e cócegas das grandes formigas carpinteiras pretas. Os índios mexicanos comem os repletos, ou potes de mel vivos, da formiga melífera (Myrmecocystus).
No Brasil, principalmente na culinária caipira do Vale do Paraíba, consome-se a Farofa de içá, feita da formiga tanajura.

### Como pragas
Algumas espécies de formigas são consideradas pragas, principalmente aquelas que ocorrem em habitações humanas, onde a sua presença é frequentemente problemática. Por exemplo, a presença de formigas seria indesejável em locais estéreis como hospitais ou cozinhas. Algumas espécies ou gêneros comumente categorizados como pragas incluem a formiga argentina, a formiga imigrante, a formiga louca amarela, a formiga açucareira, a formiga faraó, a formiga vermelha, a formiga carpinteira preta, a formiga doméstica odorífera, a formiga vermelha importada e a formiga europeia. Algumas formigas atacam os alimentos armazenados, algumas procuram fontes de água, outras podem danificar estruturas interiores, algumas podem danificar culturas agrícolas diretamente ou ajudando pragas sugadoras, algumas picarão ou morderão. A natureza adaptativa das colônias de formigas torna quase impossível eliminar colônias inteiras e a maioria das práticas de gestão de pragas visam controlar as populações locais e tendem a ser soluções temporárias. As populações de formigas são gerenciadas por uma combinação de abordagens que utilizam métodos químicos, biológicos e físicos. Os métodos químicos incluem o uso de isca inseticida que é recolhida pelas formigas como alimento e trazida de volta ao ninho, onde o veneno é inadvertidamente espalhado para outros membros da colônia através da trofalaxia. O manejo é baseado nas espécies e as técnicas podem variar de acordo com o local e as circunstâncias.

### Na ciência e tecnologia
Observado pelos humanos desde os primórdios da história, o comportamento das formigas foi documentado e o tema dos primeiros escritos e fábulas passou de um século para outro. Aqueles que utilizam métodos científicos, os mirmecologistas, estudam formigas em laboratório e em suas condições naturais. Suas estruturas sociais complexas e variáveis fizeram das formigas organismos modelo ideais. A visão ultravioleta foi descoberta pela primeira vez em formigas por John Lubbock em 1881. Estudos sobre formigas testaram hipóteses em ecologia e sociobiologia e foram particularmente importantes no exame das previsões das teorias de seleção de parentesco e de estratégias evolutivamente estáveis. As colônias de formigas podem ser estudadas criando-as ou mantendo-as temporariamente em formicárias, recintos com moldura de vidro especialmente construídos. Os indivíduos podem ser rastreados para estudo marcando-os com pontos coloridos.
As técnicas bem-sucedidas usadas por colônias de formigas foram estudadas em ciência da computação e robótica para produzir sistemas distribuídos e tolerantes a falhas para resolver problemas, por exemplo, otimização de colônias de formigas e robótica de formigas. Esta área da biomimética levou a estudos de locomoção de formigas, mecanismos de busca que fazem uso de "trilhas de forrageamento", armazenamento tolerante a falhas e algoritmos de rede.

### Como animais de estimação
Do final da década de 1950 até o final da década de 1970, as fazendas de formigas eram brinquedos educativos infantis populares nos Estados Unidos. Algumas versões comerciais posteriores usam gel transparente em vez de solo, permitindo maior visibilidade ao custo de estressar as formigas com luz não natural.

### Na cultura popular

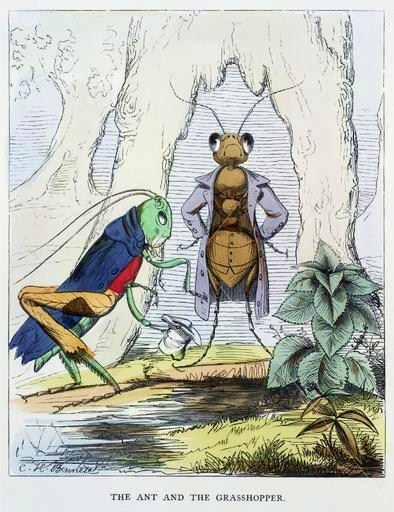
A Cigarra e a Formiga, uma das Fábulas de Esopo.

Formigas antropomorfizadas têm sido frequentemente usadas em fábulas e histórias infantis para representar diligência e esforço cooperativo. Eles também são mencionados em textos religiosos. No Livro de Provérbios da Bíblia, as formigas são apresentadas como um bom exemplo de trabalho árduo e cooperação. Esopo fez o mesmo em sua fábula A Cigarra e a Formiga. No Alcorão, Sulayman teria ouvido e entendido uma formiga alertando outras formigas para voltarem para casa para evitar serem acidentalmente esmagadas por Sulayman e seu exército em marcha. Em partes da África, as formigas são consideradas mensageiras das divindades. Algumas mitologias nativas americanas, como a mitologia Hopi, consideram as formigas os primeiros animais. Costuma-se dizer que as picadas de formiga têm propriedades curativas. Alega-se que a picada de algumas espécies de Pseudomyrmex alivia a febre. Picadas de formigas são usadas nas cerimônias de iniciação de algumas culturas indígenas amazônicas como um teste de resistência. Na mitologia grega, a deusa Atena transformou a donzela Myrmex em uma formiga quando esta afirmou ter inventado o arado, quando na verdade foi uma invenção da própria Atena.
A sociedade das formigas sempre fascinou os humanos e foi escrita sobre ela de maneira humorística e séria. Mark Twain escreveu sobre formigas em seu livro de 1880, "A Tramp Abroad". Alguns autores modernos usaram o exemplo das formigas para comentar a relação entre a sociedade e o indivíduo. Exemplos são Robert Frost em seu poema "Departmental" e T. H. White em seu romance de fantasia "The Once and Future King". O enredo da trilogia de ficção científica "Les Fourmis", do entomologista e escritor francês Bernard Werber [en], é dividido entre os mundos das formigas e dos humanos; formigas e seu comportamento são descritos usando o conhecimento científico contemporâneo. H. G. Wells escreveu sobre formigas inteligentes destruindo assentamentos humanos no Brasil e ameaçando a civilização humana em seu conto de ficção científica de 1905, "O Império das Formigas". Em tempos mais recentes, desenhos animados e filmes de animação 3D com formigas foram produzidos, incluindo "Formiguinhaz", "Vida de Inseto", "The Ant Bully", "The Ant and the Aardvark", "Ferdy the Ant" e "Atom Ant". O renomado mirmecologista E. O. Wilson escreveu um conto, "Trailhead" em 2010 para a revista The New Yorker, que descreve a vida e a morte de uma formiga rainha e a ascensão e queda de sua colônia, do ponto de vista das formigas. O neuroanatomista, psiquiatra e eugenista francês Auguste Forel acreditava que as sociedades de formigas eram modelos para a sociedade humana. Ele publicou um trabalho de cinco volumes de 1921 a 1923 que examinou a biologia e a sociedade das formigas.
No início da década de 1990, o videogame SimAnt, que simulava uma colônia de formigas, ganhou o prêmio CODiE [en] de 1992 de "Melhor Programa de Simulação".
As formigas também são uma inspiração bastante popular para muitos insectóides de ficção científica, como os Formics do Ender's Game, os Bugs das Starship Troopers, as formigas gigantes dos filmes "Them!" e "Império das Formigas", o super-herói da Marvel Comics, Homem-Formiga, e as formigas se transformaram em superinteligência na Fase IV. Em jogos de estratégia de computador, as espécies baseadas em formigas muitas vezes se beneficiam do aumento das taxas de produção devido ao seu foco obstinado, como os Klackons na série de jogos Master of Orion ou o ChCht em "Deadlock II". Esses personagens são frequentemente creditados com uma mente coletiva, um equívoco comum sobre colônias de formigas.